# Asia
Asia
Asia (i/ˈeɪʒə/ AY-zhə,  AY-shə) este cel mai mare continent din lume atât după suprafața terestră, cât și după populație. Acesta acoperă o suprafață de peste 44 de milioane de kilometri pătrați, aproximativ 30% din suprafața totală a Pământului și 8% din suprafața totală a Pământului. Continentul, care a găzduit mult timp majoritatea populației umane, a fost locul multor dintre primele civilizații. Cele 4,7 miliarde de locuitori constituie aproximativ 60% din populația mondială.
Asia împarte masa terestră a Eurasiiei cu Europa și a Afro-Eurasiiei cu atât Europa, cât și Africa. În termeni generali, este delimitată la est de Oceanul Pacific, la sud de Oceanul Indian și la nord de Oceanul Arctic. Granița Asiei cu Europa este o construcție istorică și culturală, deoarece nu există o separare fizică și geografică clară între ele. O diviziune acceptată în general plasează Asia la est de Canalul Suez, separând-o de Africa; și la est de Strâmtorile Turcești, Munții Ural și Râul Ural, și la sud de Munții Caucaz și de Caspică și Neagră, separând-o de Europa.
Deoarece conceptul de Asia derivă din termenul pentru regiunea estică dintr-o perspectivă europeană, Asia este restul vast al Eurasiiei minus Europa. Prin urmare, Asia este o regiune în care coexistă diverse culturi independente, mai degrabă decât să împartă o singură cultură, iar granița cu Europa este oarecum arbitrară și s-a mutat de la prima sa concepție în antichitatea clasică. Împărțirea Eurasiiei în două continente reflectă diferențe culturale Est-Vest, unele dintre acestea variind pe un spectru.
China și India și-au schimbat locurile ca cele mai mari economii din lume între anii 1 și 1800 d.Hr. China a fost o mare putere economică pentru mare parte din istoria înregistrată, având cel mai mare PIB pe cap de locuitor până în 1500. Drumul Mătăsii a devenit principala rută comercială est-vest în hinterlandul asiatic, în timp ce Strâmtoarea Malacca a rămas o rută maritimă majoră. Asia a demonstrat dinamism economic, precum și o creștere robustă a populației în timpul secolului al XX-lea, dar creșterea generală a populației a scăzut de atunci. Asia a fost locul de naștere al majorității religiilor principale ale lumii, inclusiv Budism, Creștinism, Confucianism, Hinduism, Islam, Jainism, Iudaism, Sikhism, Taoism, Zoroastrism și multe alte religii.
Asia variază foarte mult între și în cadrul regiunilor sale în ceea ce privește grupurile etnice, culturile, mediile, economiile, legăturile istorice și sistemele de guvernare. De asemenea, are o combinație de multe climaturi diferite, de la sudul ecuatorial până la deșerturile fierbinți din părți ale Asiei de Vest, Asiei Centrale și Asiei de Sud, zone temperate din est și centrul continental până la zone vaste subarctice și polare din Asia de Nord.

## Definiție și granițe

### Granița Asia–Africa
Granița dintre Asia și Africa este formată din Canalul Suez, Golful Suez, Marea Roșie și Strâmtoarea Bab-el-Mandeb. Acest lucru face din Egipt o țară transcontinentală, cu Peninsula Sinai în Asia și restul țării în Africa.

### Granița Asia–Europa

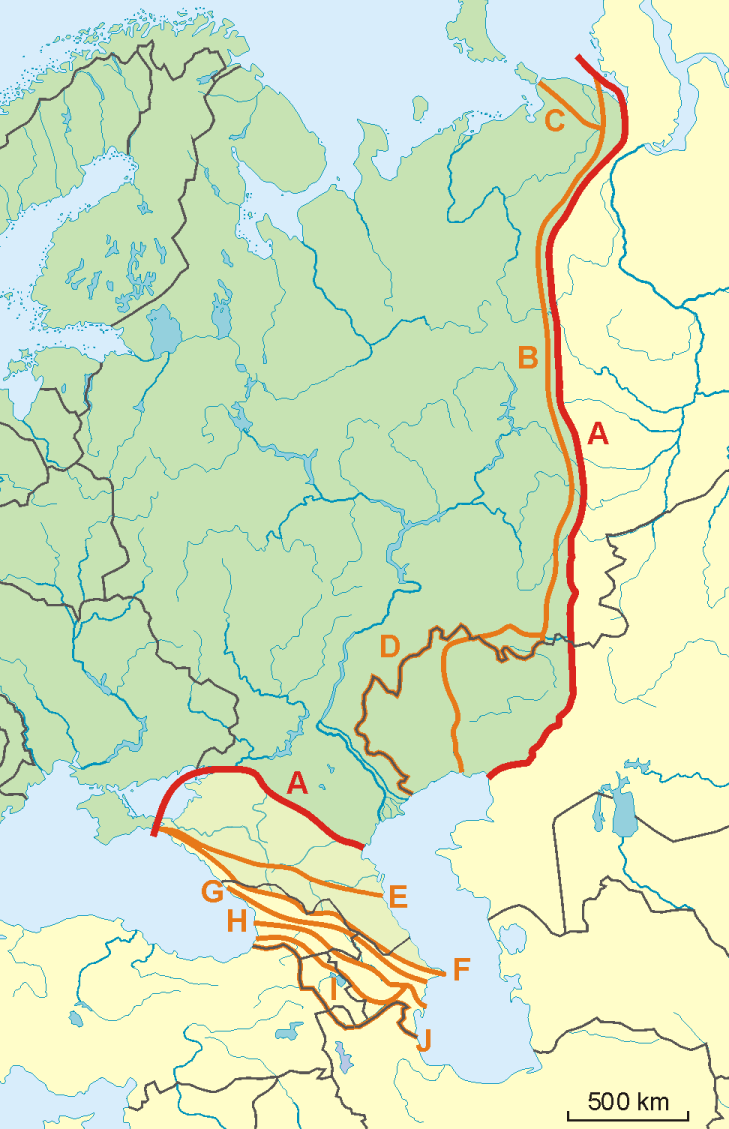
Definiții utilizate pentru granița dintre Asia și Europa în diferite perioade istorice. Definițiile moderne se potrivesc în mare parte cu liniile B și F indicate.

Împărțirea Lumii Vechi în trei continente – Africa, Asia și Europa – a fost utilizată încă din secolul al VI-lea î.Hr., datorită geografilor greci precum Anaximander și Hecataeus din Milet. Anaximander a plasat granița dintre Asia și Europa de-a lungul Râului Phasis (acum Rioni) în Georgia din Caucaz (de la gura sa lângă Poti pe coasta Mării Negre, prin Pasul Surami și de-a lungul Râului Kura până la Marea Caspică), o convenție urmată și de Herodot în secolul al V-lea î.Hr. În timpul perioadei elenistice, această convenție a fost revizuită, iar granița dintre Europa și Asia a fost considerată a fi Tanais (actualul Râu Don). Această convenție a fost utilizată de autori din epoca romană precum Posidonius, Strabon și Ptolomeu.
Granița dintre Asia și Europa a fost definită istoric de academicienii europeni.
În Suedia, cinci ani după moartea lui Petru, în anul 1730, Philip Johan von Strahlenberg a publicat un nou atlas propunând Munții Ural ca graniță a Asiei. Tatishchev a anunțat că îi propusese ideea lui von Strahlenberg. Acesta din urmă sugerase Râul Emba ca graniță inferioară. De-a lungul secolului următor, au fost făcute diverse propuneri până când Râul Ural a prevalat la mijlocul secolului al XIX-lea. Granița fusese mutată în mod forțat de la Marea Neagră la Marea Caspică, în care se varsă Râul Ural. Granița dintre Marea Neagră și Marea Caspică este de obicei plasată de-a lungul crestei Munților Caucaz, deși uneori este plasată mai la nord.

### Granița Asia–Oceania

Definiții ale graniței dintre Asia și Oceania

Granița dintre Asia și Oceania este de obicei plasată undeva în Arhipelagul Indonezian, mai precis în Indonezia de Est. Linia Wallace separă regnurile biogeografice asiatice și Wallacea, o zonă de tranziție formată din strâmtori de apă adâncă între platformele continentale ale Asiei și Australiei. Linia lui Weber împarte regiunea în două, în funcție de balanța faunei de origine asiatică sau australo-papuașă. Granița estică a Wallaceei cu Sahul este reprezentată de Linia lui Lydekker. Insulele Maluku (cu excepția Insulelor Aru) sunt adesea considerate a fi situate la granița dintre Asia de Sud-Est și Oceania, cu Insulele Aru și Noua Guinee de Vest, la est de Linia lui Lydekker, făcând parte în întregime din Oceania, deoarece ambele se află pe placa continentală australiană. Din punct de vedere cultural, regiunea Wallacea a marcat tranziția dintre popoarele austroneziene și melaneziene, cu grade variate de amestec între cele două. În general, cu cât o regiune este mai vestică și mai costieră, cu atât influențele austroneziene sunt mai puternice, iar cu cât o regiune este mai estică și mai interioară, cu atât influențele melaneziene sunt mai puternice. Termenii Asia de Sud-Est și Oceania, creați în secolul al XIX-lea, au avut mai multe semnificații geografice foarte diferite de la început. Principalul factor în determinarea insulelor din Arhipelagul Indonezian care fac parte din Asia a fost locația posesiunilor coloniale ale diferitelor imperii de acolo (nu toate europene). Lewis și Wigen afirmă: „Îngustarea 'Asiei de Sud-Est' la granițele sale actuale a fost, așadar, un proces gradual.”

### Granița Asia–America de Nord

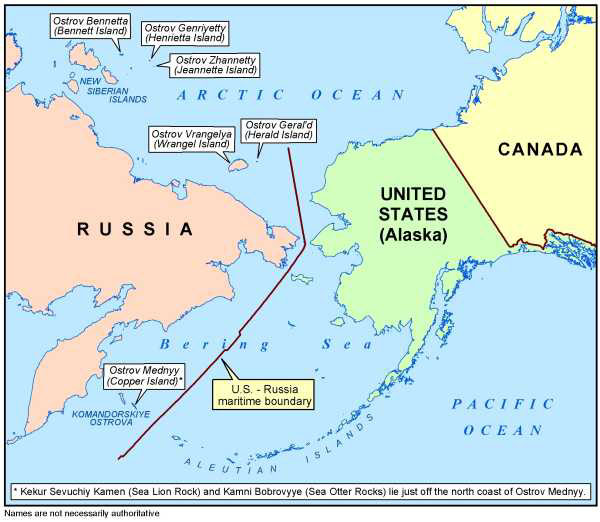
Granița maritimă dintre Statele Unite și Rusia conform Acordului de graniță maritimă URSS–SUA

Strâmtoarea Bering și Marea Bering separă masele de uscat ale Asiei și Americii de Nord, precum și formează granița internațională dintre Rusia și Statele Unite. Această graniță națională și continentală separă Insulele Diomede din Strâmtoarea Bering, cu Insula Diomede Mare în Rusia și Insula Diomede Mică în Statele Unite. Insulele Aleutine sunt un lanț de insule care se extinde spre vest de la Peninsula Alaska spre Insulele Komandorski și Peninsula Kamceatka ale Rusiei. Majoritatea lor sunt întotdeauna asociate cu America de Nord, cu excepția grupului cel mai vestic, Insulele Near, care se află pe platforma continentală a Asiei, dincolo de Bazinul Aleutinelor de Nord și, în rare ocazii, ar putea fi asociate cu Asia, ceea ce ar permite ca Statele Unite să fie considerate o țară transcontinentală. Insulele Aleutine sunt uneori asociate cu Oceania, datorită statutului lor de insule îndepărtate din Pacific și proximității față de Placa Pacificului. Acest lucru este extrem de rar, însă, datorită biogeografiei lor netropicale, precum și a locuitorilor lor, care au fost istoric legați de Popoarele indigene ale Americii.
Insula Sf. Lawrence din nordul Mării Bering aparține statului american Alaska și poate fi asociată cu oricare dintre continente, dar este aproape întotdeauna considerată parte a Americii de Nord, la fel ca și Insulele Rat din lanțul Aleutin. În punctele lor cele mai apropiate, Alaska și Rusia sunt separate doar de 4 kilometri (2,5 mile).

### Definiție contemporană

Afro-Eurasia

Asia geografică este un artefact cultural al concepțiilor europene despre lume, începând cu Grecii antici, fiind impusă altor culturi, un concept imprecis care provoacă dispute endemice despre ceea ce înseamnă. Asia nu corespunde exact granițelor culturale ale diferitelor sale componente.
Încă din vremea lui Herodot, o minoritate de geografi au respins sistemul de trei continente (Europa, Africa, Asia) pe motiv că nu există o separare fizică substanțială între ele. De exemplu, Sir Barry Cunliffe, profesor emerit de arheologie europeană la Oxford, susține că Europa a fost din punct de vedere geografic și cultural doar „excreșcența vestică a continentului Asia”.
Din punct de vedere geografic, Asia este componenta majoră estică a continentului Eurasia, Europa fiind o peninsulă nord-vestică a acestei mase de uscat. Asia, Europa și Africa formează o singură masă de uscat continuă—Afro-Eurasia—și împărtășesc o aceeași platformă continentală. Aproape toată Europa și o mare parte a Asiei se află deasupra Plăcii Eurasiatice, adiacentă la sud de Placa Arabă și Indiană, iar partea cea mai estică a Siberiei (la est de Lanțul Chersky) se află pe Placa Nord-Americană.

## Etimologie

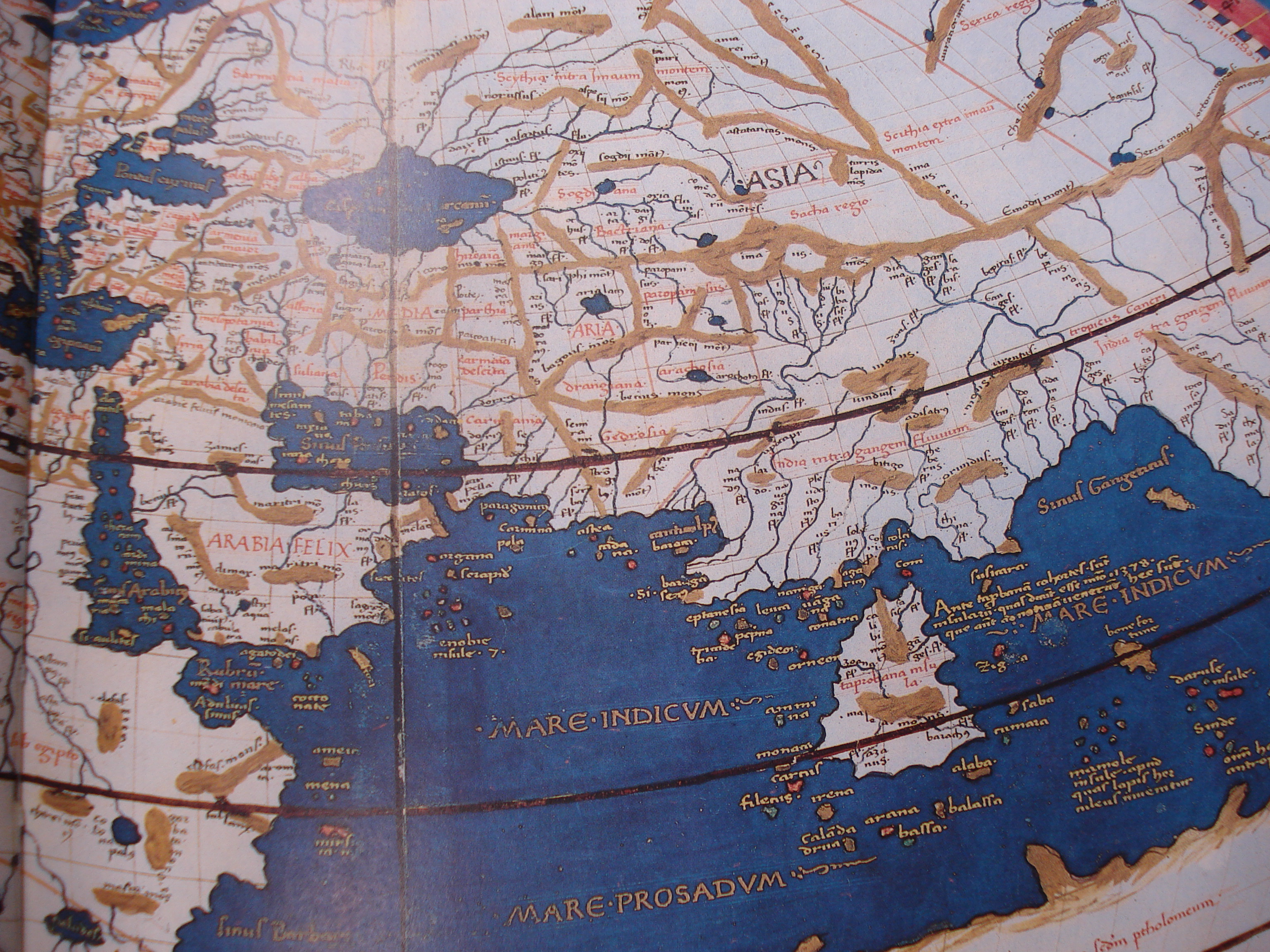
Asia lui Ptolemeu

Termenul „Asia” este considerat a proveni din toponimul din Epoca Bronzului  (hitită 𒀸𒋗𒉿, transliterat: aš-šu-wa), care se referea inițial doar la o porțiune din nord-vestul Anatoliei. Termenul apare în înregistrările hitite care relatează cum o confederație de state Assuwa, inclusiv Troia, s-a răzvrătit fără succes împotriva regelui hitit Tudhaliya I în jurul anului 1400 î.Hr. Documente Lineare B aproximativ contemporane conțin termenul Format:Tlit (miceniană 𐀀𐀯𐀹𐀊, transliterat: a-si-wi-ja), aparent referindu-se la prizonieri din aceeași zonă.

Provincia Asia în cadrul Imperiului Roman

Herodot a folosit termenul în referire la Anatolia și teritoriul Imperiului Ahemenid, în contrast cu Grecia și Egipt. El relatează că grecii presupuneau că Asia a fost numită după soția lui Prometeu, dar că lidienii spun că a fost numită după Asies, fiul lui Cotys, care a transmis numele unei triburi de la Sardis. În mitologia greacă, „Asia” (Ἀσία sau Ἀσίη) era numele unei „nimfe sau zeițe titane din Lidia”. Iliada (atribuită de grecii antici lui Homer) menționează doi frigieni în Războiul Troian numiți Asios (literalmente „asiatici”); și, de asemenea, o mlaștină sau o zonă joasă care conține o mlaștină în Lidia ca ασιος.
Termenul a fost adoptat mai târziu de romani, care l-au folosit în referire la provincia Asia, situată în vestul Anatoliei. Unul dintre primii scriitori care a folosit Asia ca nume al întregului continent a fost Plinius.

## Istorie

### Epoca antică

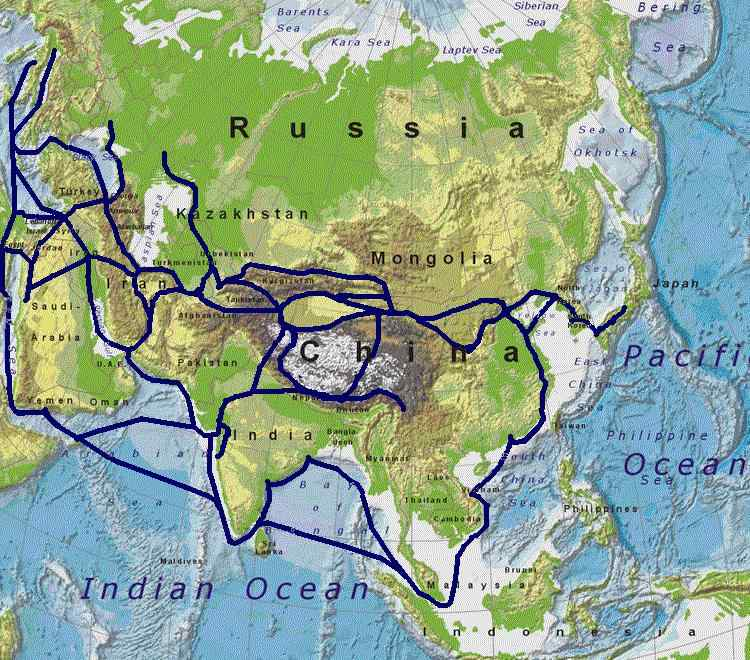
Drumul Mătăsii a conectat civilizațiile din Asia

Istoria Asiei poate fi văzută ca istoriile distincte ale mai multor regiuni periferice de coastă: Asia de Est, Asia de Sud, Asia de Sud-Est, Asia Centrală și Asia de Vest. Periferia costieră a găzduit unele dintre cele mai vechi civilizații cunoscute ale lumii, fiecare dintre acestea dezvoltându-se în jurul văilor fertile ale râurilor. Civilizațiile din Mesopotamia, Valea Indusului și Râul Galben au împărtășit multe asemănări. Aceste civilizații ar fi putut schimba tehnologii și idei, cum ar fi matematica și roata. Alte inovații, cum ar fi scrisul, par să fi fost dezvoltate individual în fiecare zonă. Orașe, state și imperii s-au dezvoltat în aceste zone joase.
Regiunea centrală a stepelor a fost mult timp locuită de nomazi călare pe cai, care puteau ajunge în toate zonele Asiei din stepe. Cea mai timpurie expansiune postulată din stepă este cea a Indo-Europenilor, care și-au răspândit limbile în Asia de Vest, Asia de Sud și la granițele Chinei, unde locuiau Tocharienii. Cea mai nordică parte a Asiei, inclusiv o mare parte din Siberia, a fost în mare parte inaccesibilă pentru nomazii din stepă, din cauza pădurilor dense, climatului și tundrei. Aceste zone au rămas foarte puțin populate.
Centrul și periferiile au fost în mare parte separate de munți și deșerturi. Munții Caucaz și Himalaya, precum și deșerturile Karakum și Gobi au format bariere pe care călăreții din stepă le puteau traversa doar cu dificultate. Deși locuitorii orașelor erau mai avansați tehnologic și social, în multe cazuri nu puteau face prea multe din punct de vedere militar pentru a se apăra împotriva hoardelor călare din stepă. Cu toate acestea, zonele joase nu aveau suficiente pajiști deschise pentru a susține o forță ecvestră mare; din acest motiv și din alte motive, nomazii care au cucerit state în China, India și Orientul Mijlociu s-au adaptat adesea societăților locale, mai prospere.

### Epoca medievală

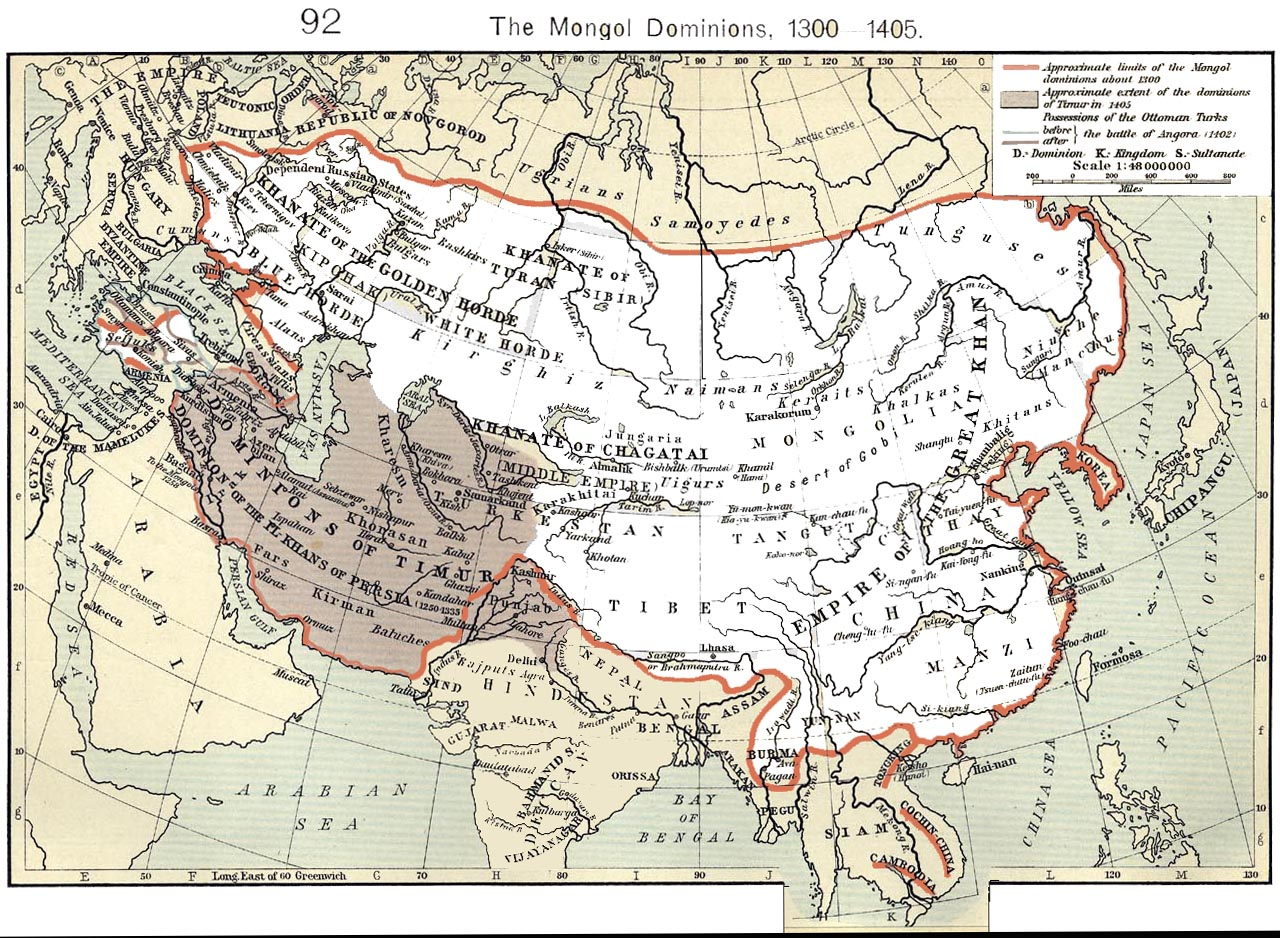
Imperiul Mongol la cea mai mare extindere. Zona gri reprezintă ulteriorul Imperiul Timurizilor

Înfrângerile Califatului Islamic împotriva Imperiului Bizantin și Persan au dus la controlul Asiei de Vest și a părților sudice ale Asiei Centrale și a părților vestice ale Asiei de Sud în timpul cuceririlor din secolul al VII-lea; Islamul s-a răspândit, de asemenea, pe parcursul secolelor în regiunile sudice ale Indiei și ale Asiei de Sud-Est prin comerț de-a lungul Drumului Mătăsii Maritime. Imperiul Mongol a cucerit o mare parte a Asiei în secolul al XIII-lea, o zonă care se întindea de la China până în Europa. Înainte de invazia mongolă, Dinastia Song avea aproximativ 120 de milioane de cetățeni; recensământul din anul 1300 care a urmat invaziei a raportat aproximativ 60 de milioane de persoane.
Ciuma Neagră, una dintre cele mai devastatoare pandemii din istoria omenirii, se crede că a avut originea în câmpiile aride ale Asiei Centrale, de unde a călătorit apoi de-a lungul Drumului Mătăsii.

### Epoca modernă
Implicarea europeană în Asia a devenit mai semnificativă începând cu Epoca Marilor Descoperiri, marinarii sponsorizați de iberici, precum Cristofor Columb și Vasco da Gama, deschizând noi căi de la Europa Atlantică la Asia Pacific și, respectiv, Oceanul Indian la sfârșitul secolului al XV-lea. Imperiul Rus a început, de asemenea, să se extindă în nord-vestul Asiei începând din secolul al XVII-lea și, până la sfârșitul secolului al XIX-lea, a ajuns să controleze întreaga Siberie și cea mai mare parte a Asiei Centrale.
Printre imperiile ne-europene, Imperiul Otoman a controlat Anatolia, cea mai mare parte a Orientului Mijlociu, Africa de Nord și Balcani începând din mijlocul secolului al XVI-lea, în timp ce în secolul al XVII-lea, Manciurienii au cucerit China și au stabilit Dinastia Qing. Imperiul Mughal islamic (precedat de Sultanatul Delhi din secolele al XIII-lea până la începutul secolului al XVI-lea) și Imperiul Maratha hindus au controlat o mare parte a Indiei în secolele al XVI-lea și, respectiv, al XVIII-lea.
Imperialismul occidental în Asia din secolele XVIII-XX a coincis cu Revoluția Industrială din Occident și detronarea Indiei și Chinei ca principale economii ale lumii. Imperiul Britanic a devenit mai întâi dominant în Asia de Sud, cea mai mare parte a regiunii fiind cucerită de comercianții britanici la sfârșitul secolului al XVIII-lea și începutul secolului al XIX-lea, înainte de a intra sub stăpânire britanică directă după o revoltă eșuată din 1857; finalizarea Canalului Suez în 1869, care a crescut accesul britanic la India, a dus la o influență europeană și mai mare asupra Africii și Asiei. În această perioadă, puterile occidentale au început să domine China în ceea ce a devenit cunoscut ulterior ca secolul umilinței, cu comerțul de opiu sprijinit de britanici și ulterior Războaiele Opiumului ducând la situația fără precedent în care China a fost forțată să importe mai mult decât să exporte.
Dominația străină asupra Chinei a fost consolidată de Imperiul Colonial Japonez, care a controlat o parte din Asia de Est și, pentru scurt timp, o mare parte din Asia de Sud-Est (care fusese anterior preluată de britanici, olandezi și francezi la sfârșitul secolului al XIX-lea), Noua Guinee și Insulele Pacificului; dominația Japoniei a fost facilitată de ascensiunea sa rapidă care a avut loc în timpul epocii Meiji de la sfârșitul secolului al XIX-lea, în care a aplicat cunoștințe industriale învățate de la Occident și astfel a depășit restul Asiei. O influență semnificativă asupra Japoniei a avut-o Statele Unite, care începuse să-și proiecteze influența peste Pacific după expansiunea sa spre vest de la începutul până la mijlocul secolului al XIX-lea. Desființarea Imperiului Otoman la începutul secolului al XX-lea a dus la faptul că Orientul Mijlociu a fost, de asemenea, contestat și împărțit de britanici și francezi.

### Epoca contemporană

Uniunea Sovietică (în roșu) și China (în galben) controlau cea mai mare parte a Asiei la sfârșitul secolului XX

Odată cu sfârșitul  celui de-Al Doilea Război Mondial în 1945 și distrugerile cauzate de război în Europa și Japonia imperială, multe țări din Asia au reușit să se elibereze rapid de dominația colonială decolonizându-se. Independența Indiei a fost însoțită de crearea unui stat separat pentru majoritatea musulmanilor din Asia de Sud, care în 1971 s-a divizat și mai mult în Pakistan și Bangladesh; Războiul Rece în Asia a tensionat relațiile dintre India și Pakistan și a influențat puternic întreaga regiune. Sfârșitul Războiului Rece și prăbușirea Uniunii Sovietice până în 1991 au dus la independența celor cinci state moderne din Asia Centrală.
Unele țări arabe au beneficiat economic de marile rezerve de petrol descoperite pe teritoriul lor, devenind influente la nivel global, însă stabilitatea în Orientul Mijlociu a fost afectată din anul 1948 de Conflictul arabo-israelian și de intervențiile conduse de SUA.  Țările din Asia de Est (alături de Singapore din Asia de Sud-Est) au devenit prospere economic, formând așa-numitele "economii tigru"; China, după ce a trecut prin reforme economice de piață sub conducerea lui Deng Xiaoping, și-a recăpătat poziția printre cele mai mari două economii ale lumii în secolul XXI. India a cunoscut, de asemenea, o creștere semnificativă datorită reformelor economice începute în anii 1990, reducând sărăcia extremă sub 20%. Ascensiunea Indiei și a Chinei a coincis cu tensiuni tot mai mari între cele două, Indo-Pacific devenind o regiune disputată între China și forțele de echilibrare.

## Geografie

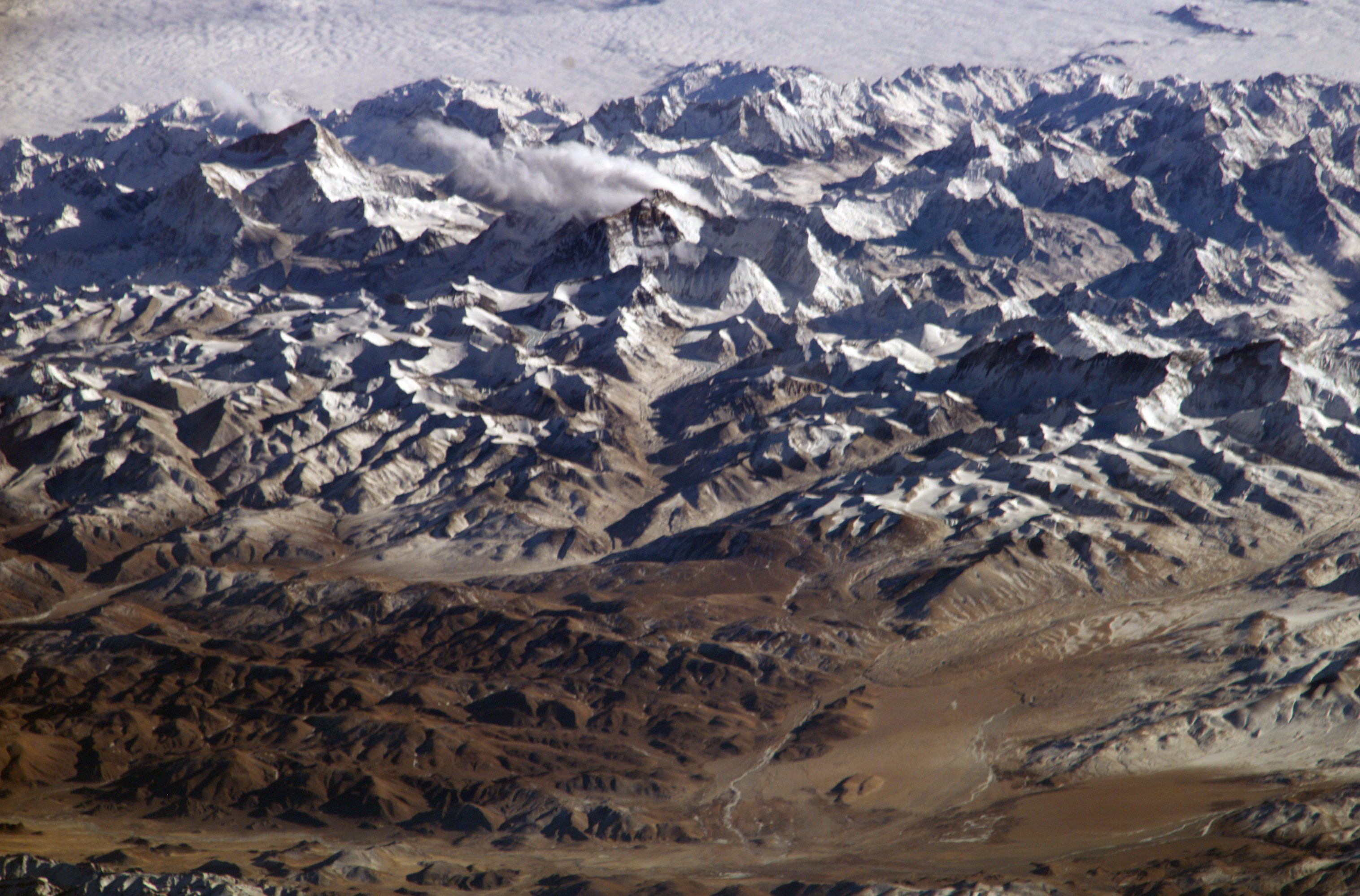
Lanțul Himalayan găzduiește unele dintre cele mai înalte vârfuri ale planetei

Asia este cel mai mare continent de pe Pământ. Acoperă 9% din suprafața totală a Pământului (sau 30% din suprafața sa terestră) și are cea mai lungă coastă, de 62.800 kilometri (39.022 mi). Asia este definită în general ca fiind compusă din cele patru cincimi estice ale Eurasiei. Este situată la est de Canalul Suez și de Munții Ural și la sud de Munții Caucaz (sau Depresiunea Kuma–Manych) și de Caspică și Neagră. Este mărginită la est de Oceanul Pacific, la sud de Oceanul Indian și la nord de Oceanul Arctic. Asia este subdivizată în 49 de țări, cinci dintre ele (Georgia, Azerbaijan, Rusia, Kazahstan și Turcia) fiind țări transcontinentale situate parțial în Europa. Geografic, Rusia este parțial în Asia, dar este considerată o națiune europeană, atât din punct de vedere cultural, cât și politic.
Deșertul Gobi se află în Mongolia, iar Deșertul Arabiei se întinde pe o mare parte din Orientul Mijlociu. Yangtze din China este cel mai lung râu de pe continent. Himalaya, între Nepal și China, este cel mai înalt lanț montan din lume. Păduri tropicale se întind pe o mare parte din sudul Asiei, iar pădurile de conifere și foioase se află mai la nord.

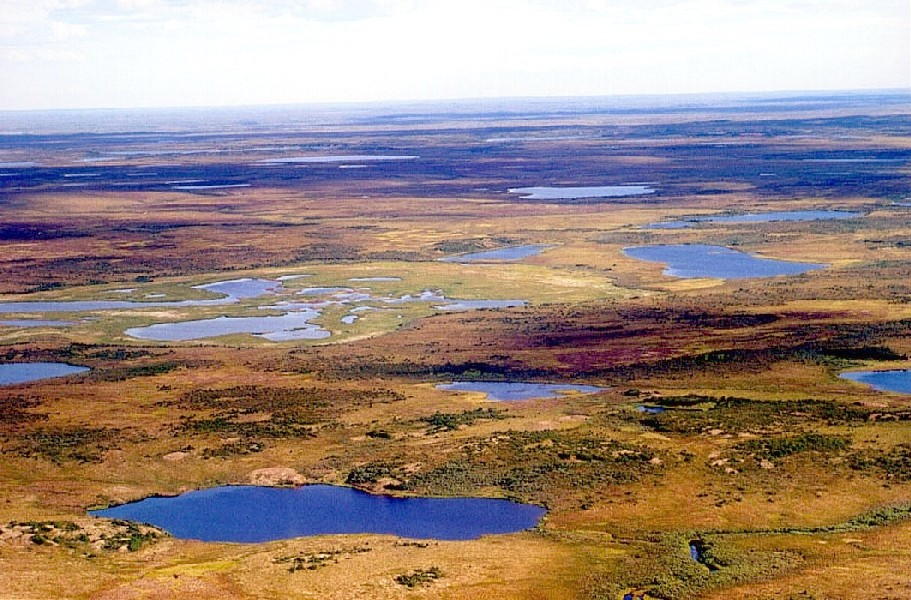
Tundră siberiană
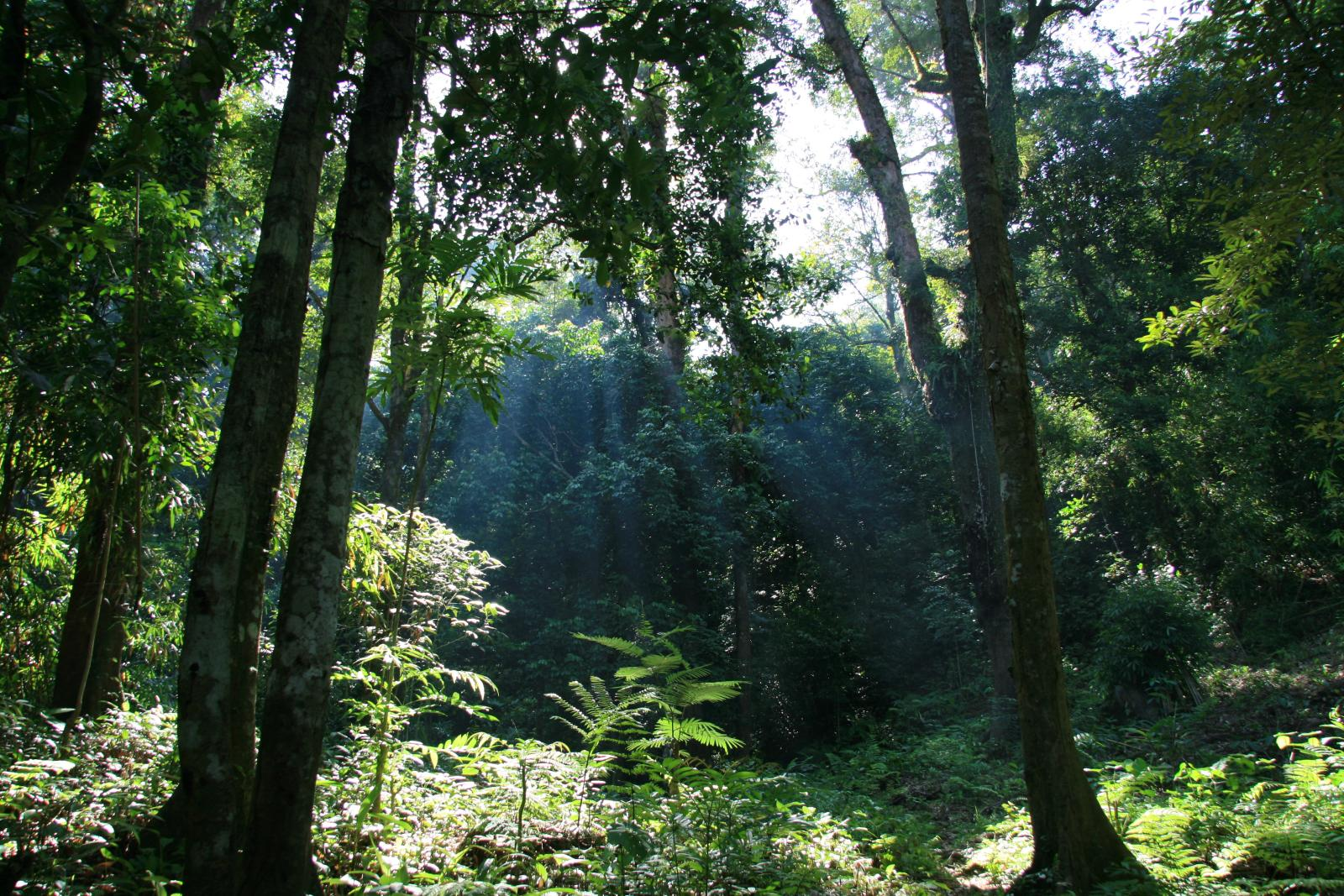
Pădure tropicală în Borneo
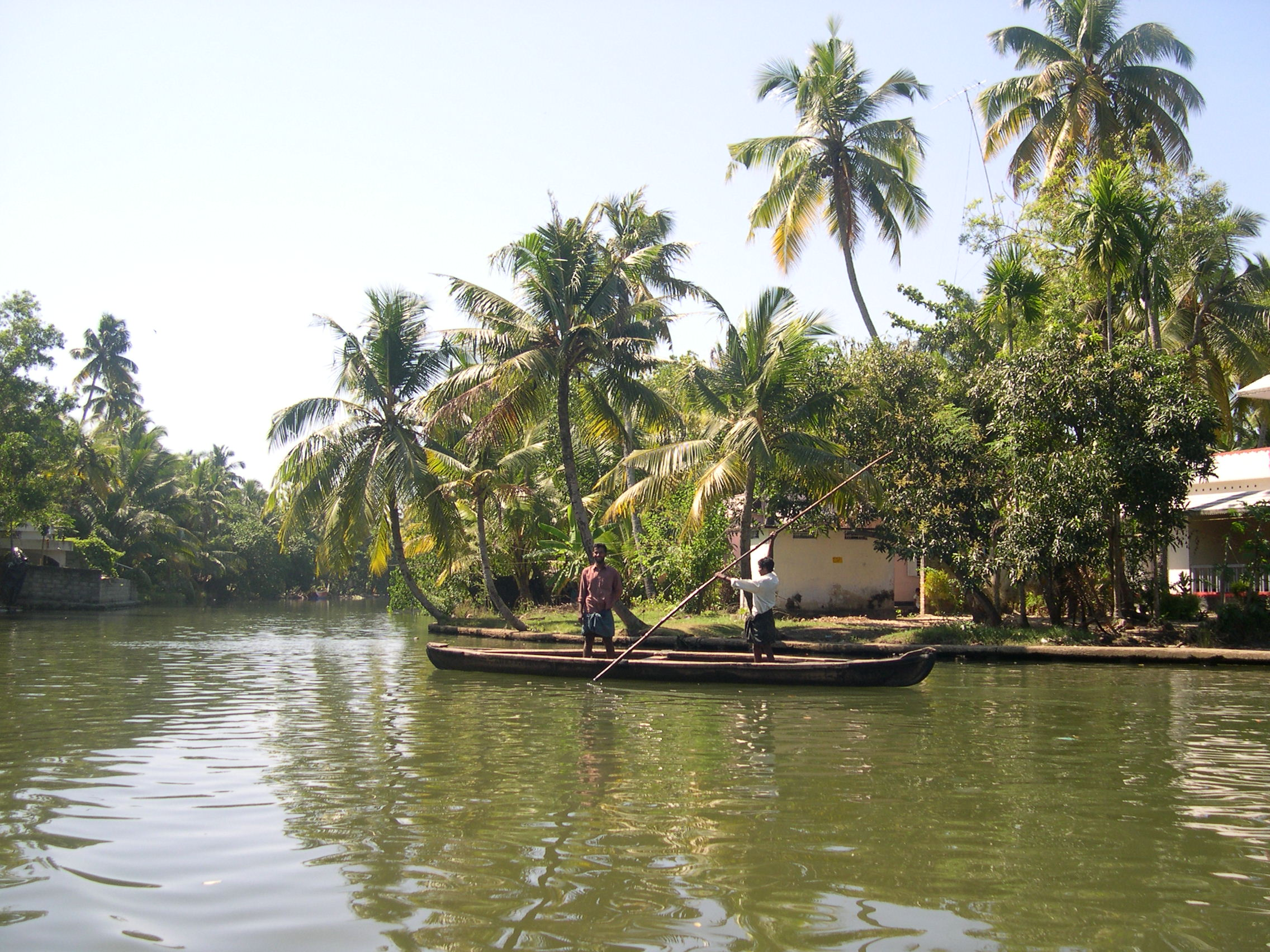
Kerala backwaters
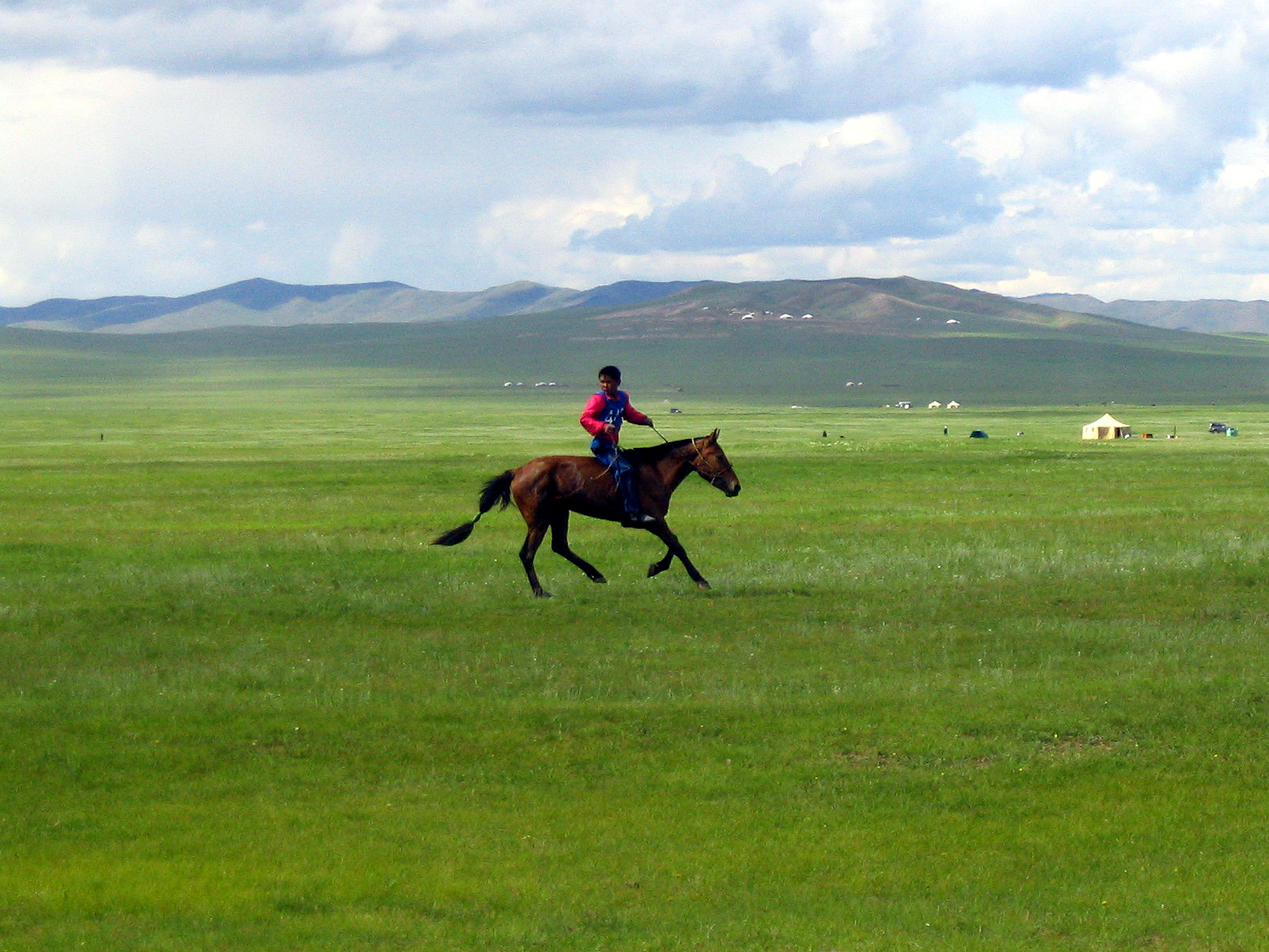
Stepă mongolă
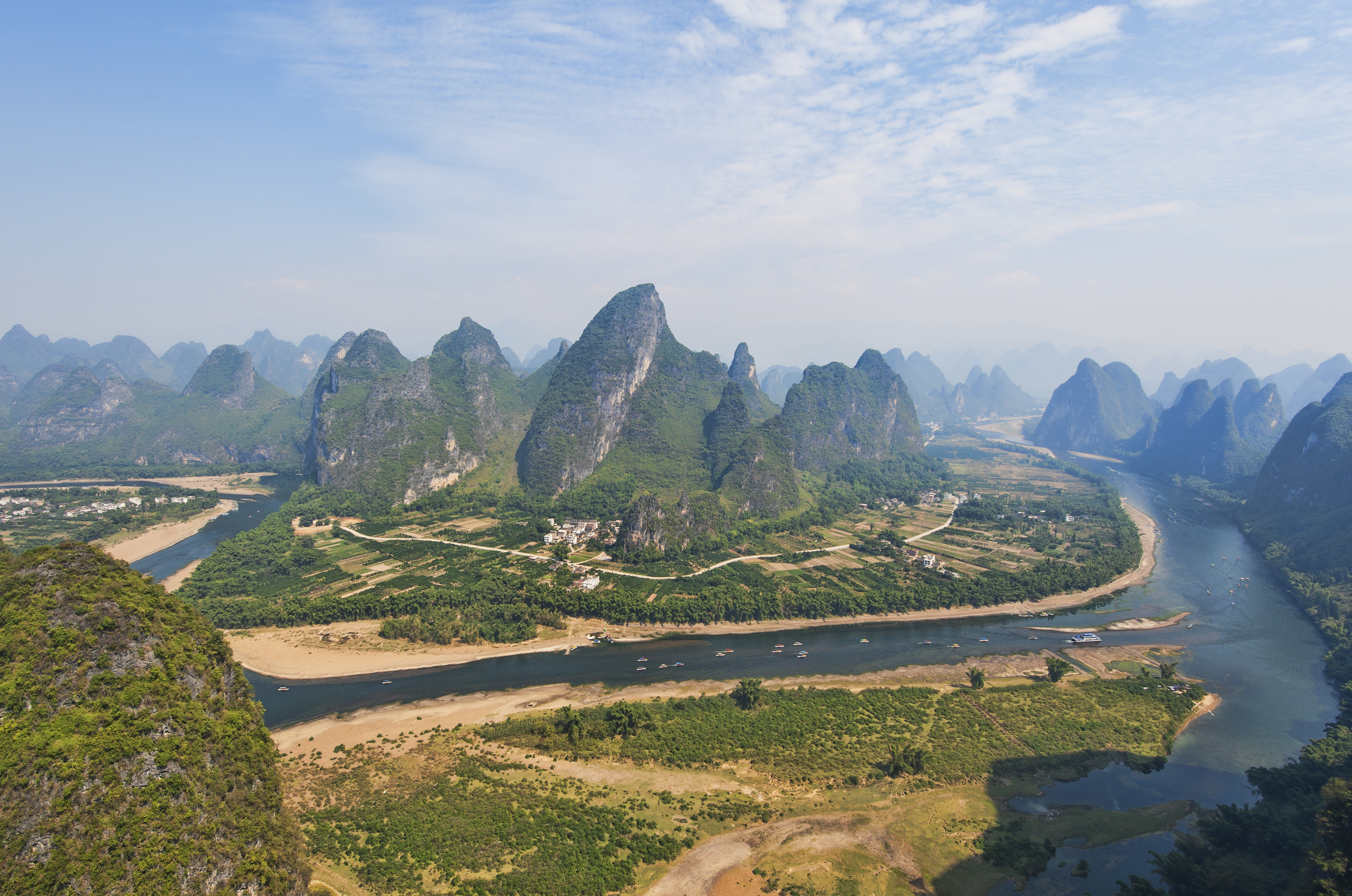
Carstul din China de Sud
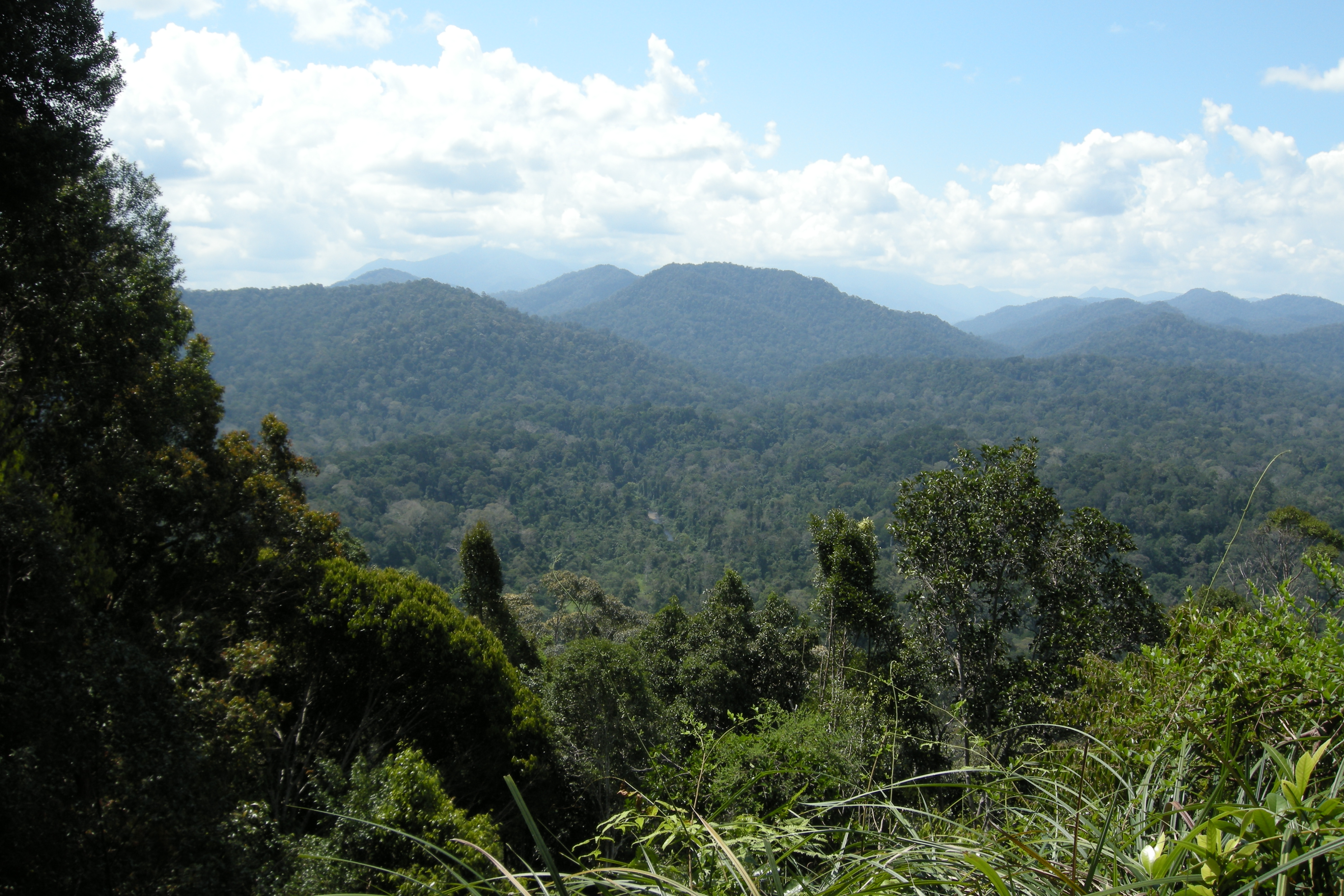
Taman Negara, Peninsula Malacca
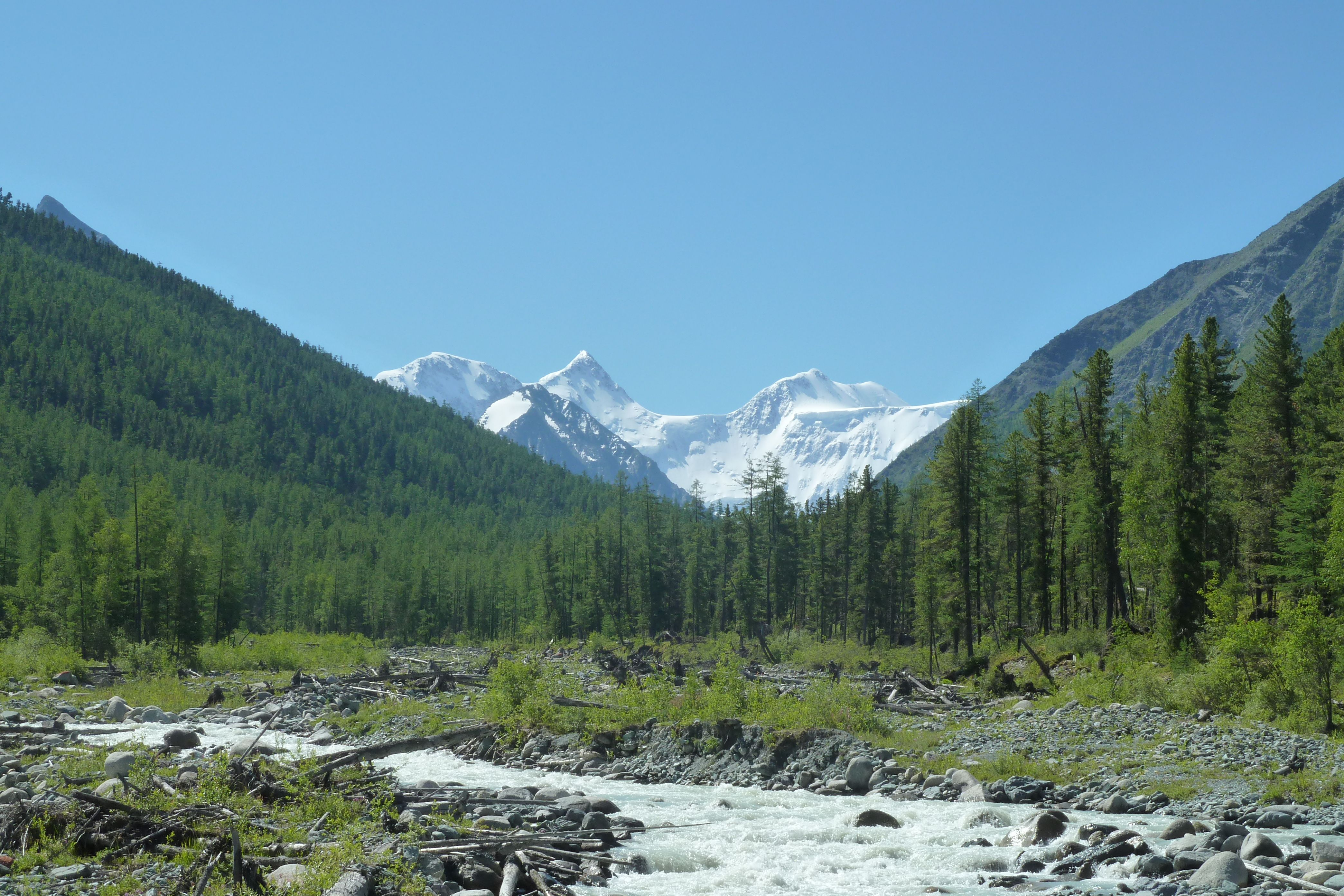
Munții Altai
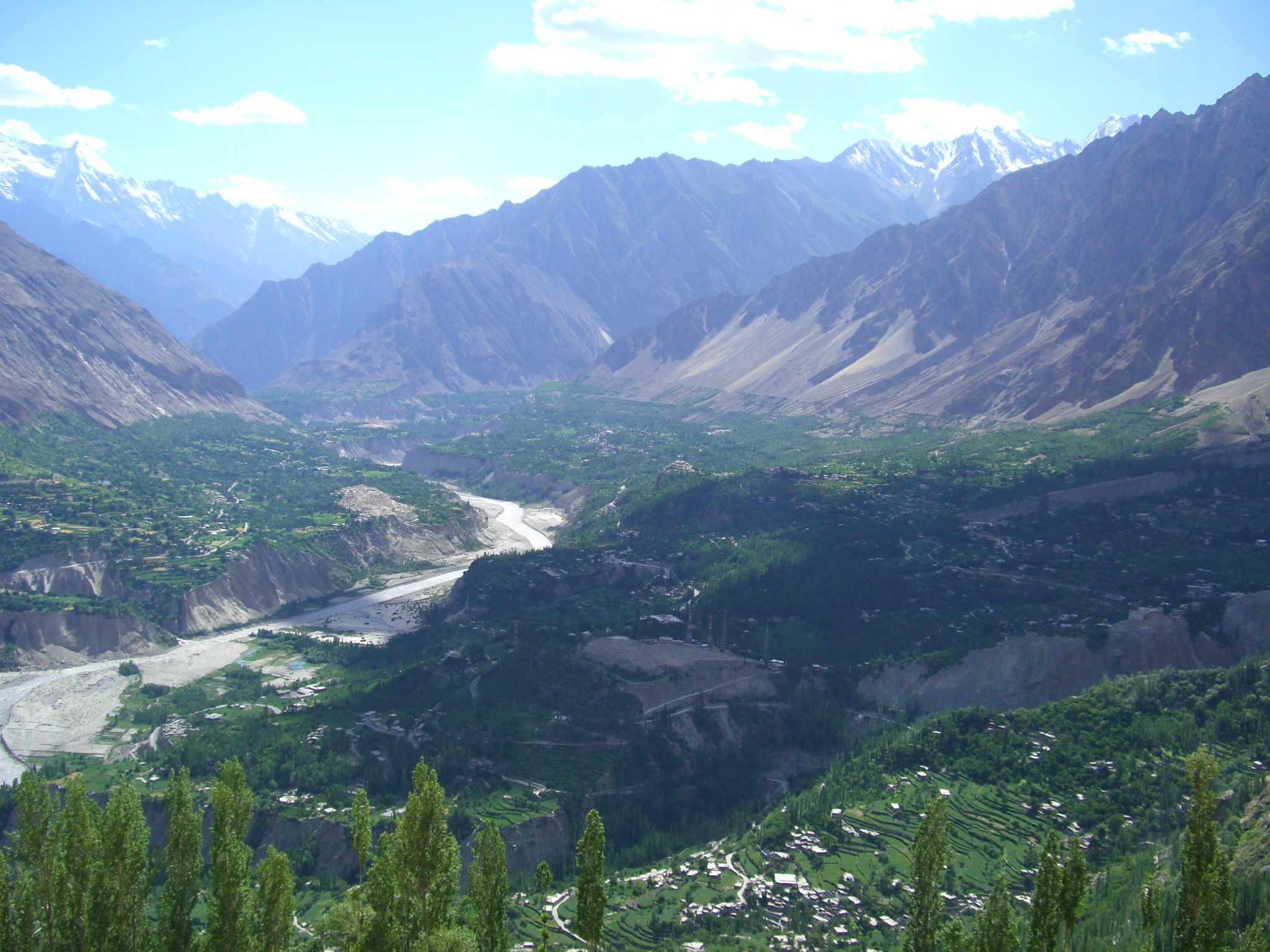
Valea Hunza
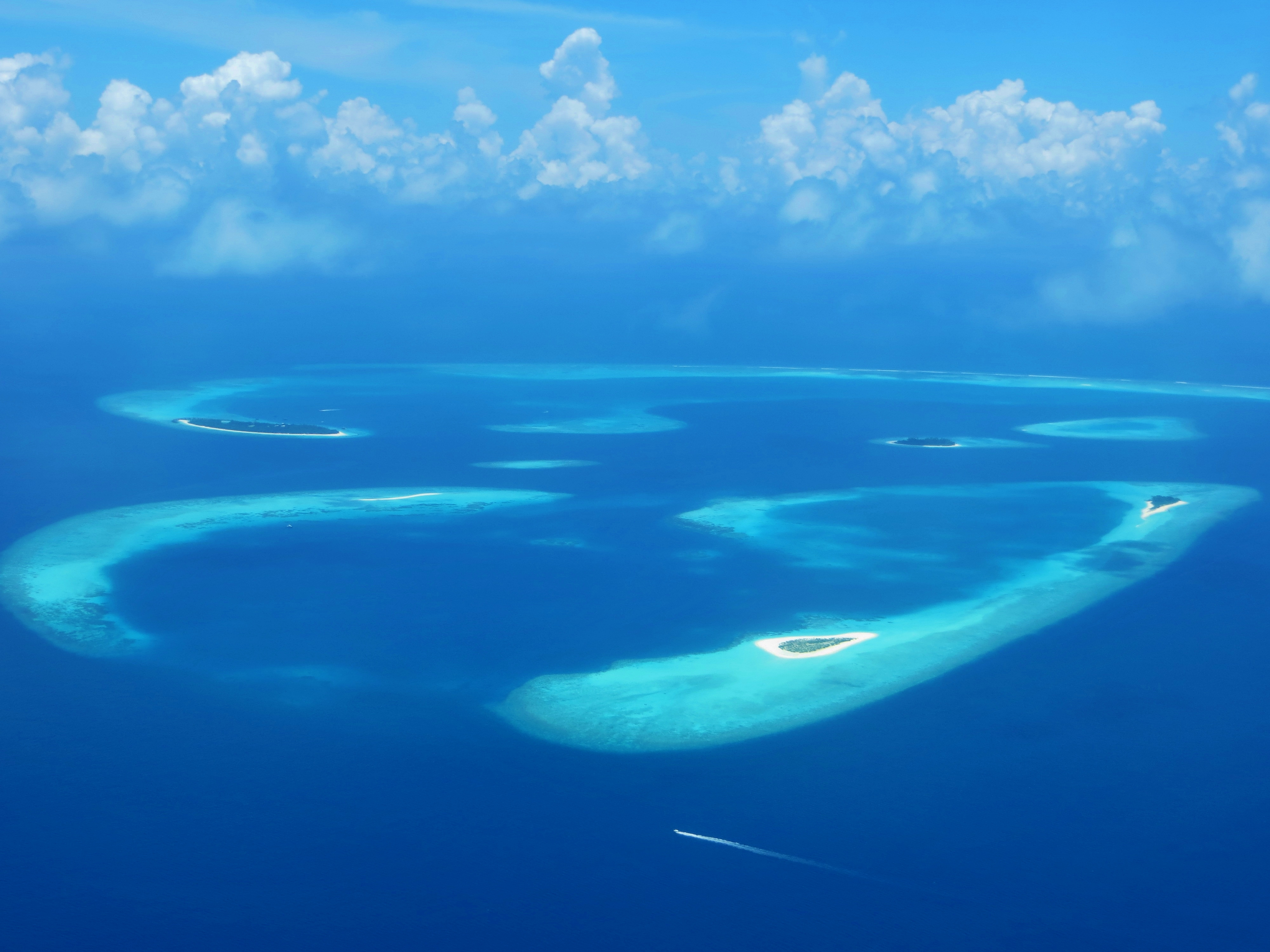
Atolii din Maldive
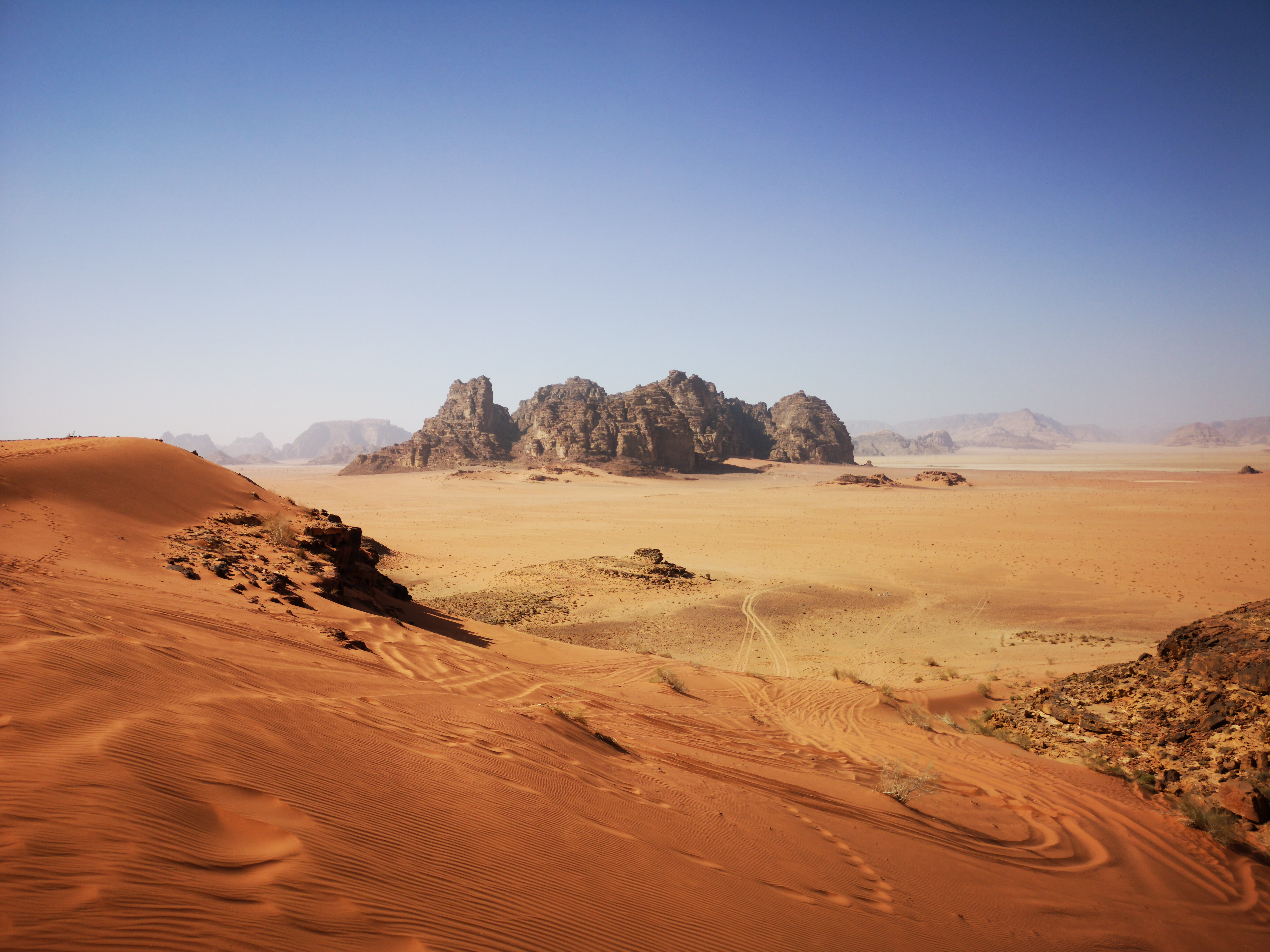
Wadi Rum din Iordania

### Regiuni principale

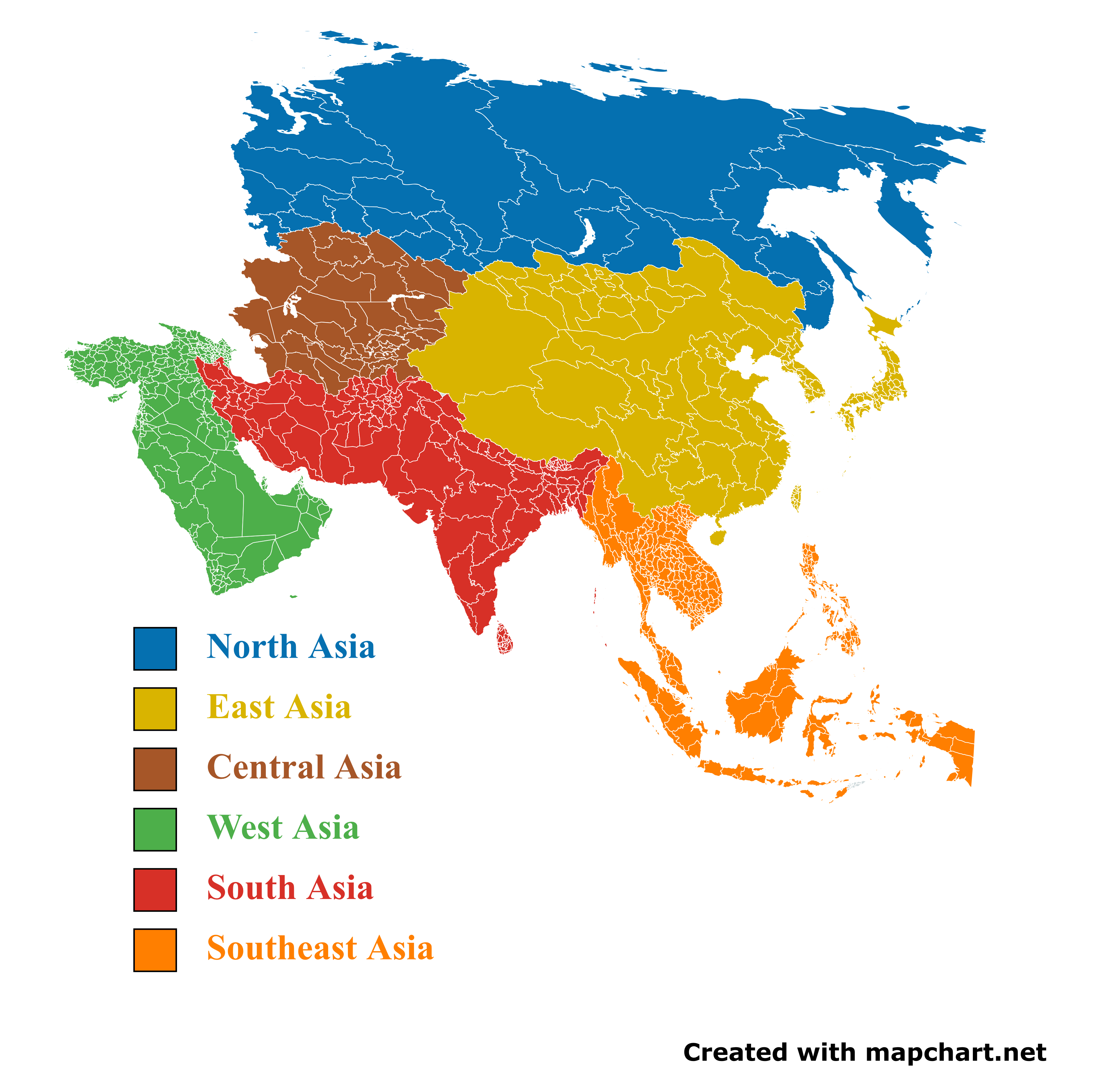
Hartă detaliată a regiunilor Asiei

Există diverse abordări ale divizării regionale a Asiei. Următoarea subdiviziune în regiuni este utilizată, printre altele, de Divizia de Statistică a Națiunilor Unite (UNSD). Această împărțire a Asiei în regiuni de către Națiunile Unite este făcută doar în scopuri statistice și nu implică nicio presupunere despre afilierile politice sau alte afilieri ale țărilor și teritoriilor.
- Asia de Nord (Siberia)
- Asia Centrală
- Asia de Vest (Orientul Mijlociu sau Orientul Apropiat și o parte din Caucaz)
- Asia de Sud (Subcontinentul Indian)
- Asia de Est (Orientul Îndepărtat)
- Asia de Sud-Est (Indiile de Est și Indochina)

### Cele mai mari aglomerații urbane din Asia
| Zona metropolitană | Populație (2010) | Țară          | Imagine panoramică |
| ------------------ | ---------------- | ------------- | ------------------ |
| Istanbul           | 14.350.423 loc.  | Turcia        |                    |
| Dhaka              | 13.240.743 loc.  | Bangladesh    |                    |
| Mumbay             | 21.900.967 loc.  | India         |                    |
| Delhi              | 18.916.8900 loc. | India         |                    |
| Calcutta           | 15.644.040 loc.  | India         |                    |
| Teheran            | 13.413.348 loc.  | Iran          |                    |
| Karachi            | 13.052.000 loc.  | Pakistan      |                    |
| Shanghai           | 19.210.000 loc.  | China         |                    |
| Beijing            | 12.230.029 loc.  | China         |                    |
| Chongqing          | 31.442.300 loc.  | China         |                    |
| Seul               | 22.692.652 loc.  | Coreea de Sud |                    |
| Jakarta            | 18.588.548 loc.  | Indonezia     |                    |
| Tokyo              | 37.730.064 loc.  | Japonia       |                    |
| Osaka              | 17.409.585 loc.  | Japonia       |                    |
| Manila             | 20.795.000 loc.  | Filipine      |                    |
| Bangkok            | 11.971.000 loc.  | Thailanda     |                    |

### Climă

Hartă a clasificării climatice Köppen-Geiger pentru Asia

Asia are caracteristici climatice extrem de diverse. Climele variază de la Arctic și subarctic în Siberia la tropical în sudul Indiei și Asia de Sud-Est. Este umed în secțiunile sud-estice și uscat în cea mai mare parte a interiorului. Unele dintre cele mai mari variații zilnice de temperatură de pe Pământ au loc în secțiunile vestice ale Asiei. Circulația musonilor domină în secțiunile sudice și estice, datorită prezenței Himalayei care forțează formarea unei depresiuni termice care atrage umezeala în timpul verii. Secțiunile sud-vestice ale continentului sunt fierbinți. Siberia este unul dintre cele mai reci locuri din Emisfera Nordică și poate acționa ca o sursă de mase de aer arctic pentru America de Nord. Cel mai activ loc de pe Pământ pentru activitatea ciclonilor tropicali se află la nord-est de Filipine și la sud de Japonia.

#### Schimbări climatice

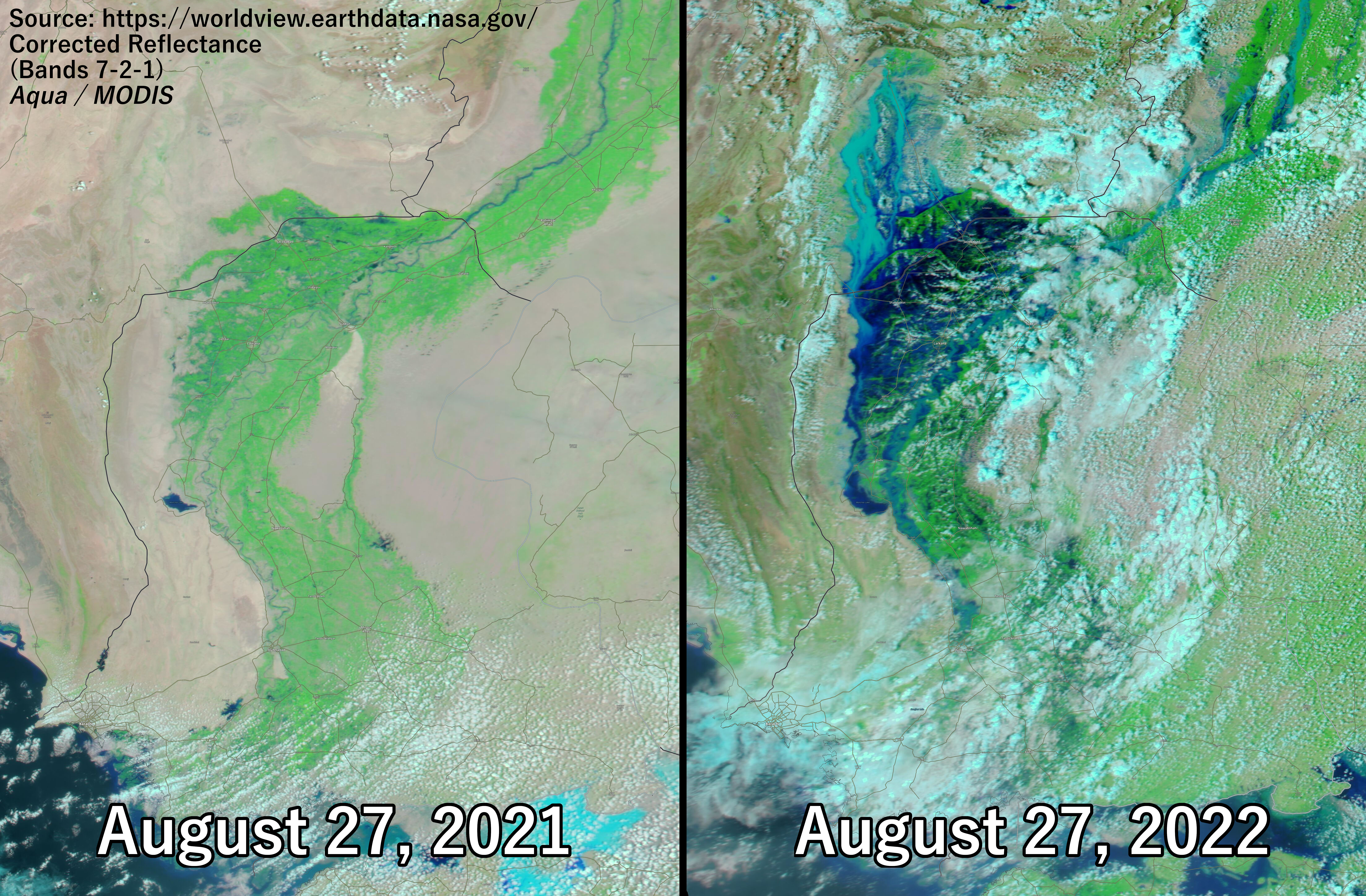
Inundațiile din Asia de Sud din 2022, inclusiv în Pakistan (fotografiate), sunt un exemplu de impact al schimbărilor climatice.

Schimbările climatice sunt deosebit de importante în Asia, deoarece continentul reprezintă majoritatea populației umane. Încălzirea din secolul al XX-lea crește amenințarea valurilor de căldură pe întreg continentul.:1459 Valurile de căldură duc la o creștere a mortalității, iar cererea de aer condiționat accelerează rapid ca urmare. Până în 2080, se estimează că aproximativ 1 miliard de oameni din orașele din Sud și Asia de Sud-Est vor experimenta aproximativ o lună de căldură extremă în fiecare an.:1460 Impactul asupra ciclului apei este mai complicat: regiunile deja aride, situate în principal în Asia de Vest și Asia Centrală, vor experimenta mai multe secete, în timp ce zonele din Est, Asia de Sud-Est și Asia de Sud, care sunt deja umede datorită musonilor, vor experimenta mai multe inundații.:1459
Apele din jurul Asiei sunt supuse acelorași impacturi ca și în alte părți, cum ar fi încălzirea crescută și acidificarea oceanelor.:1465 Există multe recife de corali în regiune, iar acestea sunt foarte vulnerabile la schimbările climatice,:1459 până în punctul în care practic toate vor fi pierdute dacă încălzirea depășește 1,5 °C (2,7 °F). Ecosistemele distinctive de mangrove din Asia sunt, de asemenea, foarte vulnerabile la creșterea nivelului mării.:1459 Asia are, de asemenea, mai multe țări cu populații mari de coastă decât orice alt continent, ceea ce ar provoca impacturi economice majore din cauza creșterii nivelului mării.:1459 Aprovizionarea cu apă în regiunea Hindu Kush va deveni mai instabilă pe măsură ce ghețarii săi enormi, cunoscuți sub numele de „turnuri de apă asiatice”, se vor topi treptat.:1459 Aceste schimbări ale ciclului apei afectează, de asemenea, distribuția bolilor transmise de vectori, malaria și febra dengue fiind așteptate să devină mai predominante în regiunile tropicale și subtropicale.:1459 Securitatea alimentară va deveni mai inegală, iar țările din Asia de Sud ar putea experimenta impacturi semnificative din cauza volatilității prețurilor globale ale alimentelor.:1494

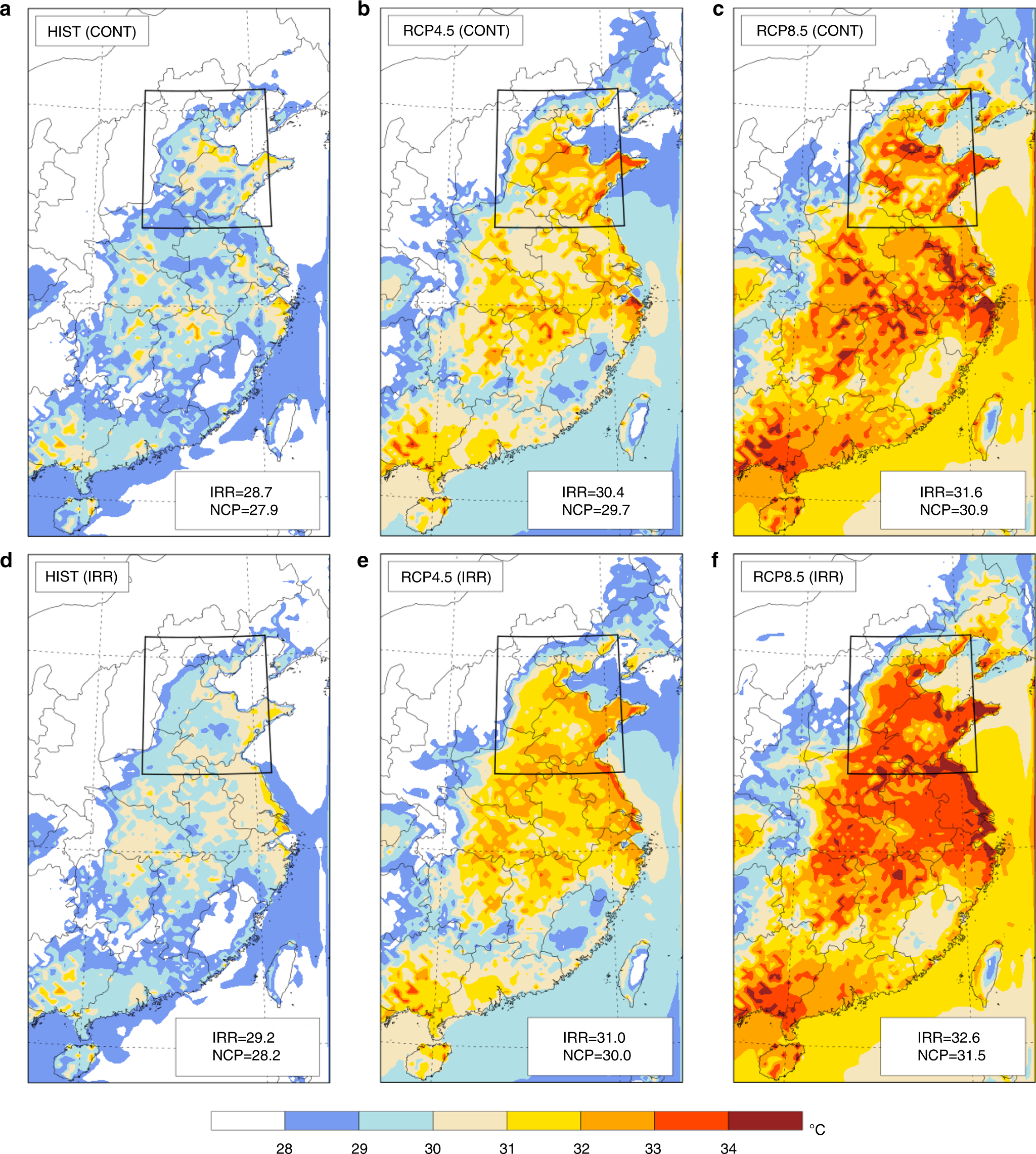
Se așteaptă ca schimbările climatice să exacerbeze stresul termic pe Câmpia Chinei de Nord, care este deosebit de vulnerabilă deoarece irigația pe scară largă duce la un aer foarte umed. Există riscul ca lucrătorii agricoli să nu fie capabili fizic să lucreze în aer liber în zilele fierbinți de vară la sfârșitul secolului, în special în scenariul cel mai mare al emisiilor și încălzirii.

Emisiile istorice din Asia sunt mai mici decât cele din Europa și America de Nord. Cu toate acestea, China a fost cel mai mare emitent de gaze cu efect de seră din secolul al XXI-lea, în timp ce India este al treilea cel mai mare emitent. În ansamblu, Asia reprezintă în prezent 36% din consumul mondial de energie primară, care este așteptat să crească la 48% până în anul 2050. Până în anul 2040, se așteaptă, de asemenea, să reprezinte 80% din consumul mondial de cărbune și 26% din consumul mondial de gaz natural.:1468 În timp ce Statele Unite rămân cel mai mare consumator de petrol din lume, până în anul 2050 este proiectat să se mute pe locul trei, în spatele Chinei și Indiei.:1470 În timp ce aproape jumătate din noua capacitate de energie regenerabilă a lumii este construită în Asia,:1470 acest lucru nu este încă suficient pentru a atinge obiectivele Acordului de la Paris. Acestea implică faptul că energiile regenerabile ar reprezenta 35% din consumul total de energie din Asia până în 2030.:1471
Adaptarea la schimbările climatice este deja o realitate pentru multe țări asiatice, cu o gamă largă de strategii încercate pe întreg continentul.:1534 Exemple importante includ implementarea în creștere a agriculturii inteligente la nivel climatic în anumite țări sau principiile de planificare „oraș-spongie” din China.:1534 În timp ce unele țări au elaborat cadre extinse, cum ar fi Planul Delta din Bangladesh sau Legea privind adaptarea la schimbările climatice din Japonia,:1508 altele se bazează încă pe acțiuni localizate care nu sunt scalate eficient.:1534

### Regiuni geografice
Considerând că o regiune geografică este o zonă mai mult sau mai puțin definită, caracterizată prin anumite aspecte fizice și umane, ar fi posibil să găsim zeci de astfel de regiuni pe continent și chiar câteva în aceeași țară. Din acest motiv, și pentru a facilita studiul și înțelegerea caracteristicilor și problemelor politice și sociale ale unui continent atât de vast, vom simplifica împărțirea sa studiind-o prin șase mari regiuni geografice. Acestea sunt: Orientul Mijlociu, subcontinentul indian, sud-estul Asiatic, centru-est, Extremul Orient și partea asiatică a Comunității Statelor Independente.

#### Orientul Mijlociu

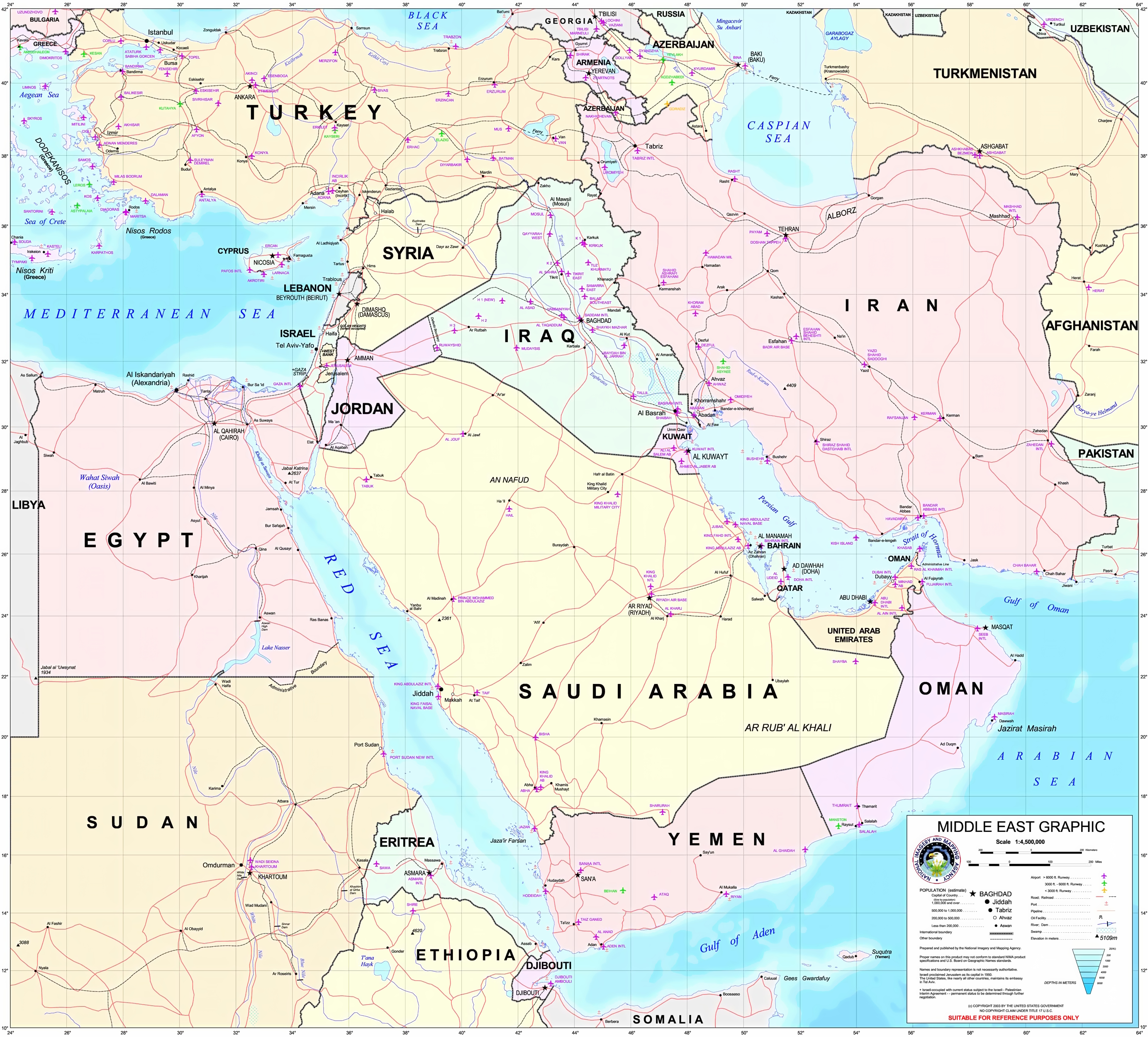
Hartă politică a Orientului Mijlociu

Această zonă se întinde din Turcia până în Afganistan. Caracteristica fizică dominantă a regiunii este predominanța climatului uscat, ceea ce duce la existența deșerturilor. Din punct de vedere al populației, se remarcă ocuparea de către albi și este una dintre cele mai scăzute densități demografice ale continentului.
Orientul Mijlociu reunește 16 țări independente, foarte importante datorită rezervelor notabile de petrol pe care unele le posedă și datorită poziției lor strategice, deoarece această regiune este legătura dintre Europa, Asia și Africa. Este o zonă constant agitată de conflicte de origini diverse: antagonismul istoric dintre aceste țări; amestecul mare de secte și religii (islamism, creștinism, iudaism); sistemele politice-economice în vigoare, ducând la alinierea cu Statele Unite sau cu Rusia.
În ciuda tuturor acestor diferențe, există multe asemănări, în special la nivel economic: majoritatea statelor sunt subdezvoltate (cu excepția Israel, Qatar și Emiratele Arabe Unite) și în ele activitatea industrială de transformare este destul de redusă, predominând mici industrii textile și alimentare. Agricultura este practicată în puținele regiuni unde nu există deșert. Principalele produse agricole sunt grâu, orz, porumb, orez și citrice, cultivate mai ales în Turcia, Siria, Liban, Israel și Irak. Păstoritul se limitează la păstoritul nomad de cămile, capre și oi.
Marea evidență economică a Orientului Mijlociu, la nivel internațional, este exploatarea petrolului, care a fost responsabilă pentru intrarea unor profituri fabuloase în țările producătoare. Profiturile din petrol, totuși, au contribuit puțin pentru a atenua gradul ridicat de subdezvoltare al majorității țărilor din această zonă, accentuând, dimpotrivă, disparitatea enormă în distribuția veniturilor.
În anul 1960, Arabia Saudită, Irak, Iran, Kuweit și Venezuela au creat Organizația Țărilor Exportatoare de Petrol (OPEC), căreia i s-au alăturat în anii 1960 și 1970: Qatar și Abu Dhabi (un oraș din Emiratele Arabe Unite), Indonezia (țară din Insulindia), Ecuador, Libia, Algeria, Nigeria și Gabon. Condusă de țările arabe, OPEC are ca obiectiv controlul prețului petrolului. În 1973, această organizație a multiplicat prețul barilului de petrol, provocând o serie de dezechilibre economice în țările importatoare, ceea ce a devenit cunoscut sub numele de criza petrolului. Diverse dintre aceste țări au început să exploateze zăcăminte considerate anterior nerentabile și au dezvoltat surse alternative de energie. Din această cauză, OPEC a fost obligată mai târziu să reducă prețul barilului de petrol, al cărui consum s-a redus.
Cea mai mare parte a Orientului Mijlociu este ocupată de țările arabe. Situate în Peninsula Arabică și vecinătăți, sunt națiuni fundamental agro-păstorale, cazul Yemen, în timp ce în Arabia Saudită, Kuweit, Emiratele Arabe Unite, Irak, Oman, Qatar și Bahrain petrolul este marea bogăție națională, impunând un peisaj de turnuri și conducte de petrol unde timp de secole a existat doar un deșert fără folos economic.
Mai există și Libanul și Siria, țări ale căror agricultură și industrie sunt mai dezvoltate, deși Libanul, devastat de conflicte interminabile, supraviețuiește cu mari dificultăți. Iordania diferă de toate prin activitatea sa minieră caracterizată prin exploatarea fosfatului și marmurei.
Printre țările ne-arabe, se află Israel, cea mai industrializată și dezvoltată națiune din Orientul Mijlociu, precum și trei mari state — Turcia, Iran și Afganistan. Industria turcă se dezvoltă rapid, datorită stimulentelor guvernamentale și bogățiilor minerale ale țării, cum ar fi cărbune, fier, mangan, crom și cupru. Economia iraniană se bazează în principal pe extragerea și comercializarea petrolului, în timp ce agro-păstoritul este baza economică a Afganistanului.

#### Subcontinentul Indian

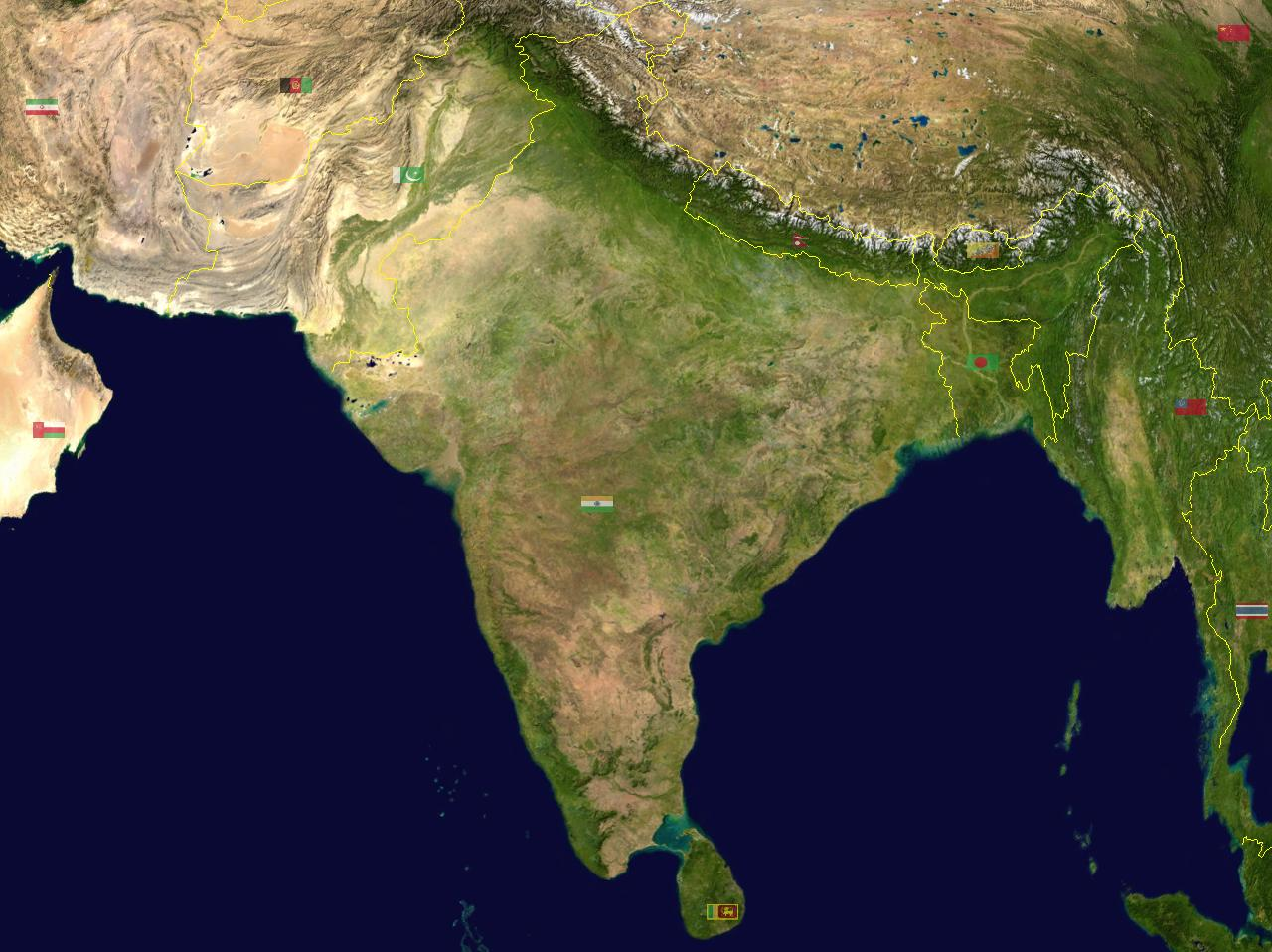
Imagine din satelit a subcontinentului indian, cu indicarea statelor care îl compun

În sudul Asiei se află marea Peninsulă Hindustană, care se întinde peste Oceanul Indian. Prezentând Munții Himalaya la nord, relieful regiunii este dominat de vastul Platou al Deccan și, între acesta și munți, de marea Câmpie Indo-Gangetică, străbătută de râul Indus și de râul Ganges, râuri cu un volum mare de apă. Regiunea este tipic tropicală, iar verile sunt marcate de sosirea vânturilor musonice.
India, Pakistan și Bangladesh sunt țările centrale ale regiunii; în mijlocul Munților Himalaya se află, de asemenea, micile regate ale Nepalului și Bhutanului. La sud-est de India se află Sri Lanka, țară cunoscută în trecut sub numele de Ceylon, iar la sud-vest, arhipelagul Maldive.
Aproximativ jumătate din teritoriul Indiei este acoperit de plantații de orez, care beneficiază de clima musonică; se cultivă, de asemenea, pe scară largă grâu și porumb, precum și bumbac, ceai, iută și alte produse. Creșterea animalelor, în ciuda turmelor uriașe de bovine, nu are o importanță economică majoră.
În ceea ce privește resursele minerale, India posedă mari zăcăminte de fier, precum și produce cea mai mare parte a petrolului pe care îl consumă. De asemenea, are rezerve abundente de cărbune, mică, mangan, aluminiu și alte resurse de importanță mai mică.
Printre țările asiatice, India este una dintre cele mai industrializate, având câteva zone industriale importante, cum ar fi regiunea Bombay, Calcutta în est, cea din Punjab–New Delhi în nord, și Madras, în sud. Ramurile industriale cele mai importante sunt industria textilă, industria alimentară, industria mecanică, industria siderurgică și industria chimică.
În plus, India deține tehnologia energiei nucleare, având capacitatea de a produce bombe atomice. De asemenea, în domeniul sateliților artificiali, această țară a realizat progrese semnificative, lansând deja primul său satelit de comunicații.
Populația Indiei este extrem de săracă: trei sferturi trăiesc în condiții precare de alimentație, sănătate, educație și locuință.
Cu peste 700 de locuitori pe kilometru pătrat, Bangladesh seamănă cu India prin condițiile de viață scăzute. Situația nu este mult mai bună în Pakistan, deși are o densitate a populației semnificativ mai mică decât vecinii săi, dispune de zone relativ reduse pentru activitățile agricole și pastorale, care constituie activitatea economică a majorității locuitorilor.
Sri Lanka, cu contraste sociale mai puțin evidente, este o republică care își sprijină economia pe cultivarea ceaiului, orezului, cauciucului și cocosului, precum și pe pescuit. Maldive au o economie precară, bazată în principal pe pescuitul rudimentar și pe extragerea uleiului din copra (nucă de cocos uscată).
Țările montane — Nepal și Bhutan — se confruntă cu problema izolării, determinată de altitudinile ridicate ale reliefului și particularitățile climatice, care îngreunează construcția și întreținerea drumurilor, precum și de lipsa accesului la ocean. În aceste țări mici, se practică agricultura în puținele zone în care acest lucru este posibil, iar populația crește animale. Mai mult de jumătate din populație este analfabetă, iar obiceiurile și tradițiile tribale guvernează viața majorității locuitorilor.
În toate țările din centrul-sudul Asiei, populația rurală este dominantă, deși există câteva orașe mari, în special în India, unde activitatea industrială este diversificată, iar nivelul de informare și politizare al locuitorilor este mult mai avansat. Cele mai mari orașe ale regiunii sunt Calcutta, Bombay, Madras, New Delhi (India), Karachi (Pakistan) și Dhaka (Bangladesh).

#### Asia de Sud-Est

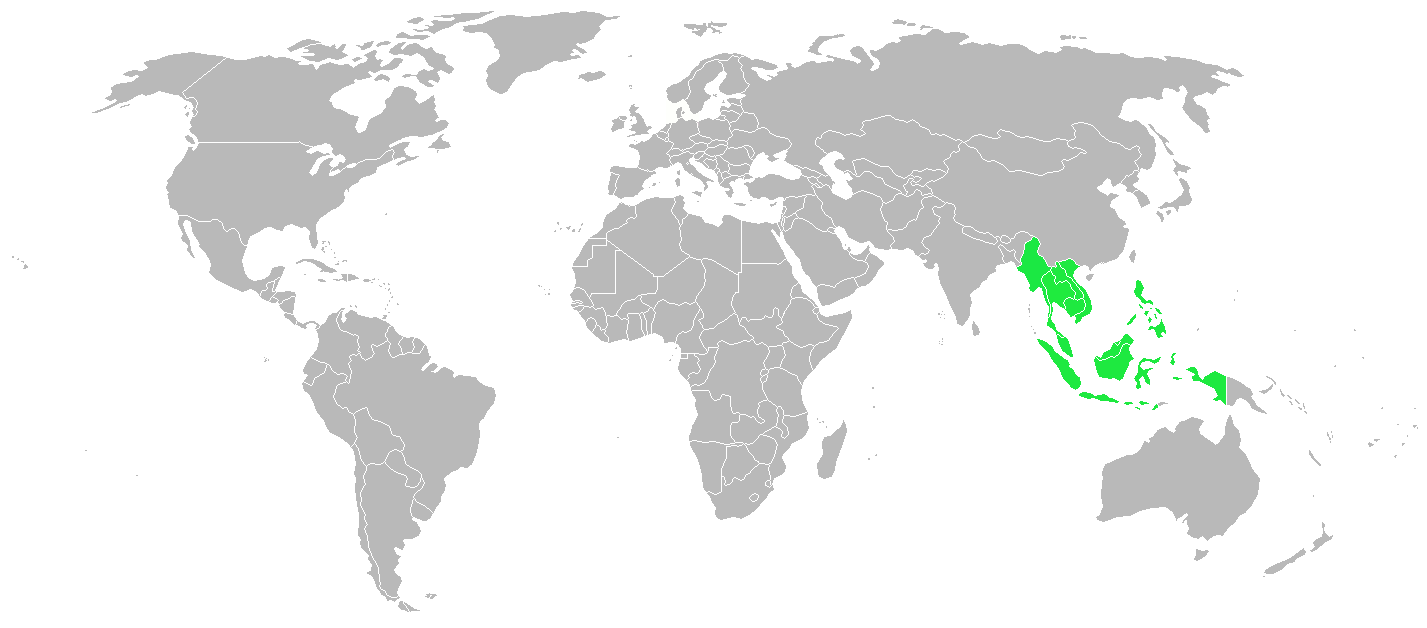
Locația Asiei de Sud-Est

Această regiune este formată din nouă țări independente: Myanmar (Birmania), Thailanda, Laos, Vietnam, Cambodgia, Malaysia și Singapore — situate pe peninsula Indochina — și Indonezia, Brunei, Filipine și Timorul de Est — care constituie arhipelagul Insulindia. Malaysia are o parte a teritoriului său situată pe peninsula Indochina și o altă parte pe insula Borneo, cea mai mare parte a acesteia aparținând Indoneziei. Brunei este situat în întregime pe această insulă.
Principalul punct forte economic al Asiei de Sud-Est este exploatarea mineralelor pentru export, în special în Indonezia și Malaysia. Indonezia, membru al OPEP, este unul dintre cei mai mari exportatori mondiali de petrol (Borneo) și minerale metalice, cu accent pe staniu, fier, bauxită și aur. Brunei, sultanat situat pe insula Borneo, depinde în principal de exportul de petrol.
Deși este bogată în minerale, Asia de Sud-Est are o industrie puțin dezvoltată din cauza lipsei de capital pentru investiții în infrastructură. Principalele industrii sunt cele de prelucrare a materii prime pentru export, cum ar fi industria textilă din Indochina și fabricile de zahăr din Indonezia. Singapore constituie o excepție de la scăzuta industrializare a regiunii. Această mică insulă este unul dintre „tigrii asiatici”, țări cu o industrializare recentă și un creștere accelerată. Industria din Malaysia și Thailanda este, de asemenea, în expansiune, dar celelalte economii continuă să depindă în principal de activități agricole.
Pe lângă activitățile de subzistență, în care se remarcă cultivarea orezului, agricultura acestei regiuni asiatice oferă, de asemenea, produse tropicale cultivate în sistem de plantation, o moștenire a colonizării europene. Axate în principal pe export, acest sector al economiei angajează cea mai mare parte a populației active. Principalele culturi pentru export sunt cauciucul în Malaysia, Myanmar și Indonezia; ceaiul în Indonezia; precum și orezul — cultivat pe terase pe versanții munților — care este exportat de Thailanda, Vietnam și Indonezia.
Principalele orașe ale regiunii sunt: Jakarta (Indonezia), Manila (Filipine) și Bangkok (Thailanda), ale căror zone metropolitane adăpostesc peste cinci milioane de locuitori.
Această regiune a globului s-a caracterizat prin diverse probleme politice, de la succesiuni de lovituri de stat la războaie lungi și sângeroase care au implicat confruntarea dintre capitalism și socialism, cum a fost cel din Vietnam (1960-1975). Diversitatea grupurilor etnice, numărul mare de religii practicate și nivelurile de viață extrem de diferențiate sunt factori care contribuie la a face această regiune și mai tulburată.

#### Asia de Est

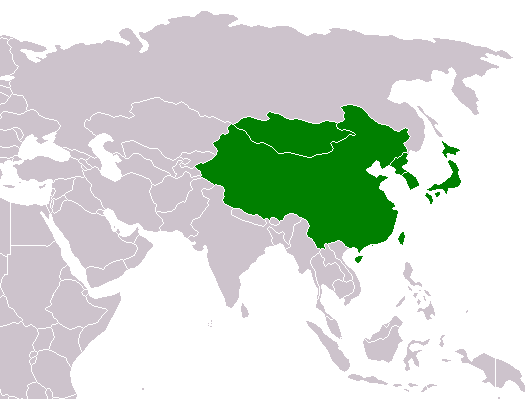
Localizare Asiei de Est pe harta Asiei

Având al treilea cel mai mare teritoriu din lume și găzduind peste un miliard de oameni – aproximativ 20% din întreaga populație a lumii –, China are un rol semnificativ la nivel global. Totuși, din cauza faptului că cea mai mare parte a teritoriului său este ocupată de deșerturi și munți, populația chineză este concentrată aproape în întregime în partea estică a țării, singura regiune care poate fi exploatată pe deplin.
Activitatea economică care angajează cel mai mare număr de muncitori este agricultura, al cărei scop principal este hrănirea populației numeroase. Aceasta se desfășoară printr-un sistem comunitar, în care statul oferă pământul și furnizează mijloacele de producție (mașinării, unelte, îngrășăminte etc.). China se remarcă la nivel mondial în producția de orez, grâu, soia și alte culturi, cultivate în special în valea Yangtze. De asemenea, în domeniul creșterii animalelor (porcine, ovine și bovine), China se află printre primii cinci producători mondiali.
China deține resurse minerale abundente și un considerabil potențial hidroelectric și petrolifer, ceea ce, combinat cu forța sa de muncă ieftină și populația numeroasă, creează condiții pentru dezvoltarea industriei. Deși industria este în mare parte de stat și orientată spre piața internă, producția sa are ca scop furnizarea de bunuri esențiale, fără accent pe produse de lux, pentru a fi accesibile muncitorilor și țăranilor.
Țara dispune de un important sector de industrie grea, esențial pentru proiectele statului. Principalele regiuni industriale se află în apropierea marilor centre urbane din estul Chinei, precum Shanghai și Beijing, sau în zone recent dezvoltate, cum ar fi Manciuria.
China are un nivel de dezvoltare comparabil cu cel al marilor puteri mondiale, fiind o națiune în care distribuția veniturilor și a bunurilor este mai echilibrată. Nivelul de trai este relativ egal pentru toți, iar sărăcia extremă și consecințele sale sunt aproape inexistente.
Începând cu 1984, guvernul chinez a început să încurajeze investițiile străine în țară, însă acestea au fost reduse în 1989 din cauza reprimării mișcărilor pentru mai multe libertăți politice.
Taiwan (cunoscut și ca Republica Chineză) a devenit independent de China în 1949, la sfârșitul Revoluției Comuniste Chineze. Având o economie capitalistă, Taiwanul a beneficiat de investiții din partea Statelor Unite și a Japoniei, dezvoltându-se economic atât în agricultură, cât și în industrie, datorită resurselor minerale bogate și forței de muncă ieftine.
Taiwanul este unul dintre așa-numiții "Tigrii asiatici", alături de Hong Kong, care a fost o colonie britanică până în 1997, când a revenit Chinei, devenind o regiune administrativă specială.
Mongolia se află în partea centrală a Asiei, între China și Rusia. Timp de mulți ani, a fost un punct de dispută între aceste două state. Astăzi, Mongolia a fost aliată blocului sovietic. Populația sa este redusă comparativ cu suprafața extinsă a țării, iar condițiile naturale dificile îngreunează dezvoltarea economică. Principalul sector economic este agricultura și creșterea animalelor, iar capitala țării este Ulaanbaatar.

#### Orientul îndepărtat (Extremul Orient)

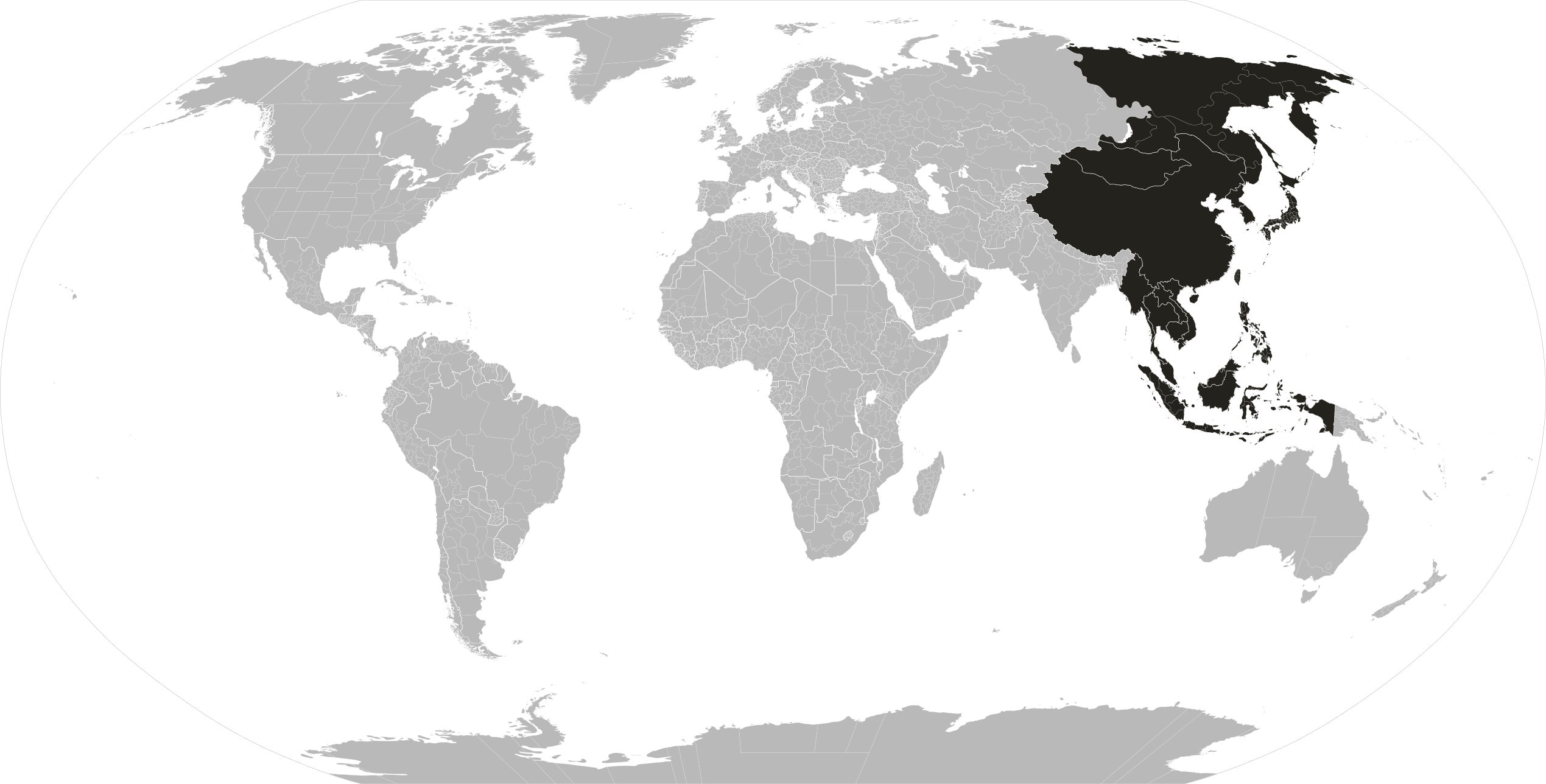
Locația Orientului Îndepărtat

Japonia este un stat monarhic, foarte dezvoltat și industrializat, situat la est de continentul asiatic, în plin Oceanul Pacific, și format din peste trei mii de insule, deși doar cele patru mai mari sunt importante din punct de vedere economic.
Suprafața sa totală este puțin mai mare decât cea a statului Maranhão, dar deține o populație absolută mare (127 de milioane de locuitori în 2007) și o densitate demografică ridicată (337 de locuitori pe kilometru pătrat). Această aglomerare populațională devine și mai gravă atunci când se constată că doar o cincime din teritoriul japonez poate fi locuit, deoarece restul este ocupat de munți înalți. Pe de altă parte, creșterea vegetativă a Japoniei este aproape nulă, deoarece ratele natalității abia compensează ratele mortalității.
Fiind parte a primei lumi, deci capitalistă și dezvoltată, Japonia prezintă, printre altele, următoarele caracteristici: venit pe cap de locuitor destul de ridicat; locuințe, sănătate și educație de un nivel bun, accesibile pentru toți; agricultură, industrie și rețea de servicii avansate tehnologic.
Dezvoltarea și prosperitatea Japoniei, în special după încheierea Celui de-al Doilea Război Mondial, moment în care țara a fost parțial distrusă de bombardamente, constituie un adevărat miracol economic, în opinia specialiștilor din domeniu. Pentru aceasta, au contribuit următorii factori: ajutor militar și financiar din partea Statelor Unite, prin Planul Marshall; adoptarea unei politici de control strict al populației; prioritizarea educației și stăpânirii tehnologiei; producție orientată către export. Începând cu anii 1950, Japonia a atins un stadiu de dezvoltare mare și este astăzi una dintre cele mai mari puteri mondiale.
Deși dispune de puține materii prime și aproape niciun combustibil, țara este bine servită de hidroelectricitate. Astăzi este primul producător mondial de nave, al doilea de automobile și al treilea de oțel și aluminiu, iar produsele sale electrice și electronice, cum ar fi radiouri, televizoare, calculatoare și numeroase altele, se găsesc în întreaga lume.
Datorită gradului ridicat de industrializare al Japoniei, cea mai mare parte a locuitorilor săi trăiește în mediul urban, iar Regiunea Metropolitană Tokyo are peste 37 de milioane de locuitori, ceea ce face ca aglomerarea Tokyo, indiferent de cum este definită, să fie cea mai populată zonă urbană din lume; la nivel național, este urmată de Osaka, Nagoya, Yokohama și Kyoto.
Situate în Peninsula Coreea, se află Republica Populară Democrată Coreea (Coreea de Nord) și Republica Coreea (Coreea de Sud), care până în 1948 formau o singură țară. Împărțirea în două state a fost consecința ocupării teritoriului de către sovietici, la nord, și americani, la sud, la încheierea Celui de-al Doilea Război Mondial.
De la separare, Coreea de Nord este socialistă, cu o economie săracă și subdezvoltată, iar Coreea de Sud, capitalistă, fiind o țară dezvoltată, cu valori foarte ridicate ale IDU (locul 15 la nivel mondial în 2011) și ale PIB (PPC) pe cap de locuitor (locul 27 la nivel mondial în 2011, conform FMI și locul 29 conform Băncii Mondiale și CIA, cu o economie cu mari investiții în servicii și tehnologie înaltă. Coreea de Nord rămâne în esență agricolă, cu o economie subdezvoltată, cu accent pe cultivarea orezului și grâului, dar Coreea de Sud — care, la fel ca Singapore, Taiwan și Hong Kong, este unul dintre „tigrii asiatici” — a atins un grad mare de dezvoltare industrială în anii 1980.
Diferențele dintre steagurile celor două Corei sunt următoarele:
- Steagul Coreei de Sud este un dreptunghi alb cu un cerc cu două jumătăți ondulate de roșu deasupra și albastru dedesubt, care reprezintă pozitiv și negativ; cele patru trigrame reprezintă cele patru elemente ale Pământului: apă, pământ, aer și foc; de aici noțiunea de poziție și echilibru;
- Steagul Coreei de Nord este un dreptunghi compus din trei benzi orizontale de dimensiuni și proporții inegale de albastru, roșu (trei cincimi) și albastru; cele trei cincimi ale benzii roșii sunt încadrate de alb; în centru, în stânga, se află un cerc alb cu o mare stea roșie cu cinci colțuri, care reprezintă speranța de a construi socialismul sub conducerea Partidului Muncitorilor din Coreea.

#### Comunitatea Statelor Independente

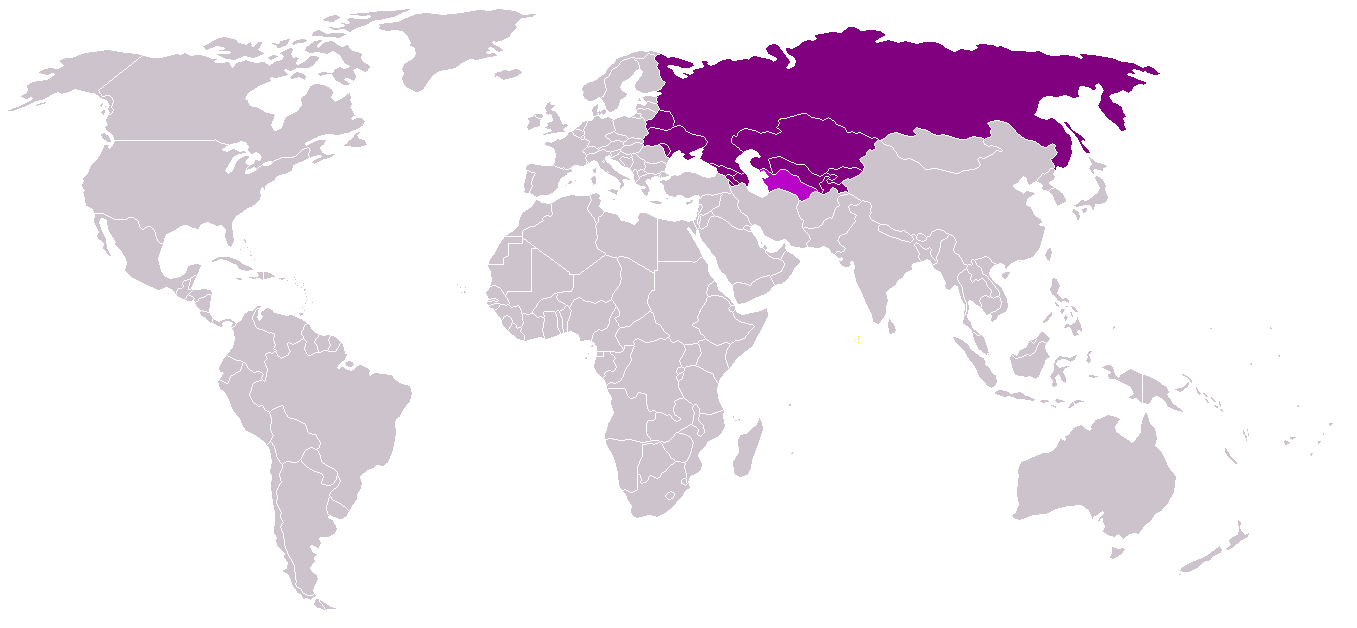
Harta Comunității Statelor Independente

Partea asiatică a Comunității Statelor Independente, deși corespunde aproximativ la patru cincimi din teritoriul administrat de această organizație internațională, are o importanță economică modestă în comparație cu partea europeană.
Datorită, în principal, ostilității mediului natural — deșerturi, zone întinse înghețate la nord și munți înalți la sud — această regiune nu prezintă condiții ideale pentru agricultură și creșterea animalelor. Cu toate acestea, în limitele cu Europa, se cultivă grâu și porumb; la sud-vest, în stepă din apropierea mărilor Caspice și Aral, se cresc pe scară largă oi și capre și se cultivă bumbac și fructe, iar în zonele mai reci ale Siberiei se cresc reni.
Începând cu revoluția socialistă din 1917 și, în special, după încheierea Celui de-al Doilea Război Mondial, această regiune cunoscută ca fosta Uniune Sovietică a început să fie mai valorizată, datorită, în principal, abundenței resurselor sale minerale. Datorită acestei caracteristici, a început să găzduiască, în principal, industrie grea, localizată în câteva centre din Siberia și Kazahstan. De asemenea, poate fi menționat orașul Vladivostok, situat în extremitatea estică, care, pe lângă faptul că este un punct strategic important, centralizează numeroase industrii diversificate.

## Economie

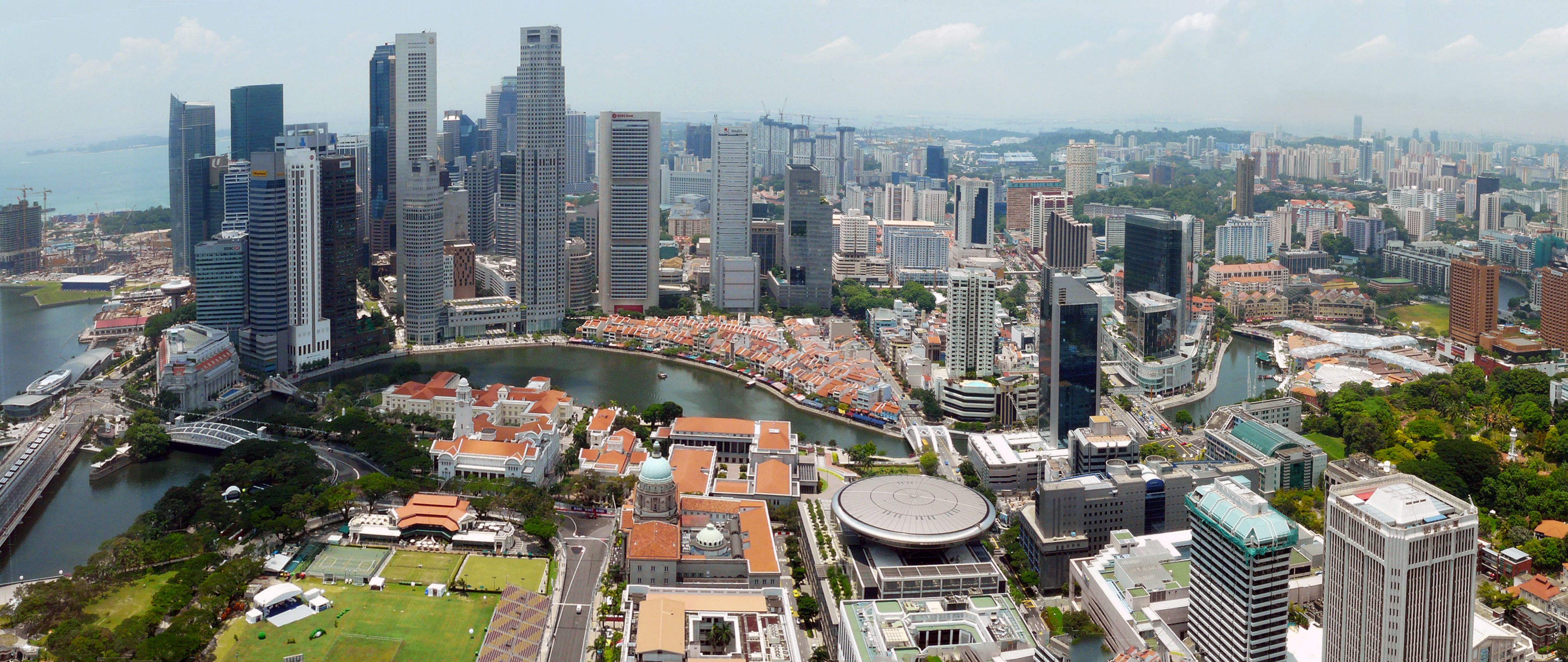
Singapore are unul dintre cele mai aglomerate porturi de containere din lume și este al patrulea cel mai mare centru de tranzacționare valutar din lume

Asia are cea mai mare economie continentală din lume atât în ceea ce privește PIB nominal, cât și PPC, și este cea mai rapidă regiune economică în creștere. latină 2023, China este de departe cea mai mare economie de pe continent, reprezentând aproape jumătate din economia continentului după PIB nominal. Urmează Japonia, India, Coreea de Sud, Indonezia, Arabia Saudită și Turcia, toate clasate printre primele 20 de economii mondiale atât după valoarea nominală, cât și după PPC. Pe baza Global Office Locations 2011, Asia a dominat locațiile pentru birouri, cu 4 din primele 5 fiind în Asia: Hong Kong, Singapore, Tokyo și Seoul. Aproximativ 68% dintre firmele internaționale au un birou în Hong Kong.
La sfârșitul anilor 1990 și începutul anilor 2000, economia Chinei a avut o rată medie anuală de creștere de peste 8%. Potrivit istoricului economic Angus Maddison, India a avut cea mai mare economie din lume pentru o mare parte din ultimele trei milenii înainte de secolul al XIX-lea, reprezentând 25% din producția industrială mondială. China a fost cea mai mare și mai avansată economie de pe Pământ pentru o mare parte din istoria înregistrată și a împărțit mantaua cu India. Timp de câteva decenii la sfârșitul secolului al XX-lea, Japonia a fost cea mai mare economie din Asia și a doua cea mai mare economie a oricărei națiuni din lume, după ce a depășit Uniunea Sovietică (măsurată în produs material net) în 1990 și Germania în 1968. (NB: Un număr de economii supranaționale sunt mai mari, cum ar fi Uniunea Europeană (UE), Acordul de Liber Schimb Nord-American (NAFTA) sau APEC). Acest lucru s-a încheiat în anul 2010, când China a depășit Japonia pentru a deveni a doua cea mai mare economie din lume. Se preconizează că India va depăși Japonia în ceea ce privește PIB-ul nominal până în anul 2027.
La sfârșitul anilor 1980 și începutul anilor 1990, PIB-ul Japoniei în funcție de ratele de schimb valutar era aproape la fel de mare ca cel al restului Asiei combinate. În 1995, economia Japoniei a fost aproape egală cu cea a SUA ca cea mai mare economie din lume pentru o zi, după ce moneda japoneză a atins un maxim istoric de 79 yen/USD. Creșterea economică din Asia de la Al Doilea Război Mondial până în anii 1990 a fost concentrată în Japonia, precum și în cele patru regiuni ale Coreei de Sud, Taiwanului, Hong Kongului și Singaporeului situate în Pacific Rim, cunoscute sub numele de Tigrii Asiatici, care sunt acum toate considerate economii dezvoltate, având printre cele mai mari PIB-uri pe cap de locuitor din Asia.

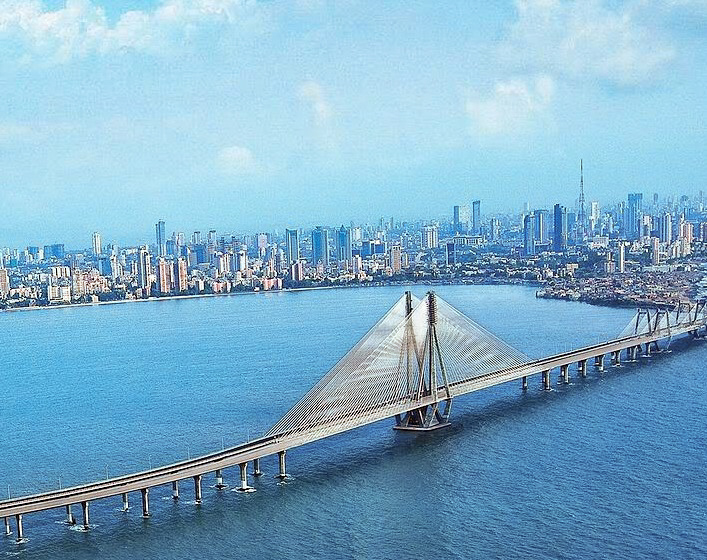
Mumbai este unul dintre cele mai populate orașe din Asia, precum și un centru economic și turistic

Asia este cel mai mare continent din lume cu o marjă considerabilă și este bogată în resurse naturale, cum ar fi petrol, păduri, pește, apă, orez, cupru și argint. Producția industrială din Asia a fost tradițional cea mai puternică în Asia de Est și de Sud-Est, în special în China, Taiwan, Coreea de Sud, Japonia, India, Filipine și Singapore. Japonia și Coreea de Sud continuă să domine în domeniul corporatiilor multinaționale, dar din ce în ce mai mult China și India fac progrese semnificative. Multe companii din Europa, America de Nord, Coreea de Sud și Japonia au operațiuni în țările în curs de dezvoltare din Asia pentru a profita de oferta sa abundentă de forță de muncă ieftină și de infrastructura relativ dezvoltată.
Potrivit Citigroup în anul 2011, 9 din 11 țări Generatoare de Creștere Globală proveneau din Asia, fiind motivate de creșterea populației și a veniturilor. Acestea sunt Bangladesh, China, India, Indonezia, Irak, Mongolia, Filipine, Sri Lanka și Vietnam. Asia are trei centre financiare principale: Hong Kong, Tokyo și Singapore. Centre de apel și externalizarea proceselor de afaceri (BPO) devin angajatori majori în India și Filipine datorită disponibilității unui pool mare de lucrători foarte calificați și vorbitori de engleză. Creșterea utilizării externalizării a contribuit la ascensiunea Indiei și Chinei ca centre financiare. Datorită industriei sale mari și extrem de competitive de tehnologie a informației, India a devenit un centru major pentru externalizare.
Comerțul dintre țările asiatice și țările de pe alte continente este realizat în mare parte pe căile maritime care sunt importante pentru Asia. Au apărut rute principale individuale din această cauză. Ruta principală duce de pe coasta chineză spre sud, prin Hanoi, la Jakarta, Singapore și Kuala Lumpur, prin Strâmtoarea Malacca, prin Colombo din Sri Lanka până la capătul sudic al Indiei, prin Malé până în Africa de Est Mombasa (vezi și: Indo-Pacific), de acolo la Djibouti, apoi prin Marea Roșie peste Canalul Suez în Marea Mediterană (vezi și: Indo-Mediteranean), de acolo prin Haifa, Istanbul și Atena până în partea superioară a Adriaticii la hub-ul nord-italian Trieste cu conexiunile sale feroviare către Europa Centrală și de Est sau mai departe la Barcelona și în jurul Spaniei și Franței până la porturile nordice europene. O parte mult mai mică a traficului de mărfuri trece prin Africa de Sud către Europa. O parte deosebit de semnificativă a traficului de mărfuri din Asia este realizată pe Pacific Rim, către Los Angeles și Long Beach. Topirea Arcticului deschide, de asemenea, calea către noi rute maritime din Asia de Nord-Est către Europa și America de Nord. Ruta terestră către Europa este subiectul unor proiecte de construcție, comparativ mai mici ca amploare. Comerțul intra-asiatic, inclusiv comerțul maritim, crește rapid.
În 2010, Asia avea 3,3 milioane de milionari (persoane cu o valoare netă de peste 1 milion USD, excluzând locuințele), ușor sub America de Nord, cu 3,4 milioane de milionari. În 2011, Asia a depășit Europa în numărul de milionari. Citigroup în Raportul de Bogăție 2012 a declarat că bogăția totală a persoanelor din Asia cu active de peste 100 de milioane USD a depășit pentru prima dată cea a omologilor lor din America de Nord, pe măsură ce „centrul de greutate economic” al lumii continua să se deplaseze spre est. La sfârșitul anului 2011, existau 18.000 de persoane din Asia, în principal din Asia de Sud-Est, China și Japonia, care aveau cel puțin 100 de milioane USD în active disponibile, în timp ce America de Nord avea 17.000 de persoane și Europa de Vest 14.000.
| Rang | Țară           | PIB (nominal, Anul de vârf) milioane de USD | Anul de vârf |
| ---- | -------------- | ------------------------------------------- | ------------ |
| 1    | China          | 18.273.357                                  | 2024         |
| 2    | Japonia        | 6.272.363                                   | 2012         |
| 3    | India          | 3.889.130                                   | 2024         |
| 4    | Rusia          | 2.292.470                                   | 2013         |
| 5    | Coreea de Sud  | 1.942.314                                   | 2021         |
| 6    | Indonezia      | 1.402.590                                   | 2024         |
| 7    | Turcia         | 1.344.318                                   | 2024         |
| 8    | Arabia Saudită | 1.108.572                                   | 2022         |
| 9    | Taiwan         | 775.017                                     | 2024         |
| 10   | Iran           | 644.036                                     | 2012         |

| Rang | Țară           | PIB (PPC, Anul de vârf) milioane de USD | Anul de vârf |
| ---- | -------------- | --------------------------------------- | ------------ |
| 1    | China          | 37.072.086                              | 2024         |
| 2    | India          | 16.019.970                              | 2024         |
| 3    | Rusia          | 6.909.381                               | 2024         |
| 4    | Japonia        | 6.572.198                               | 2024         |
| 5    | Indonezia      | 4.658.321                               | 2024         |
| 6    | Turcia         | 3.767.230                               | 2023         |
| 7    | Coreea de Sud  | 3.258.366                               | 2024         |
| 8    | Egipt          | 2.231.822                               | 2024         |
| 9    | Arabia Saudită | 2.112.880                               | 2024         |
| 10   | Taiwan         | 1.843.016                               | 2024         |

## Turism

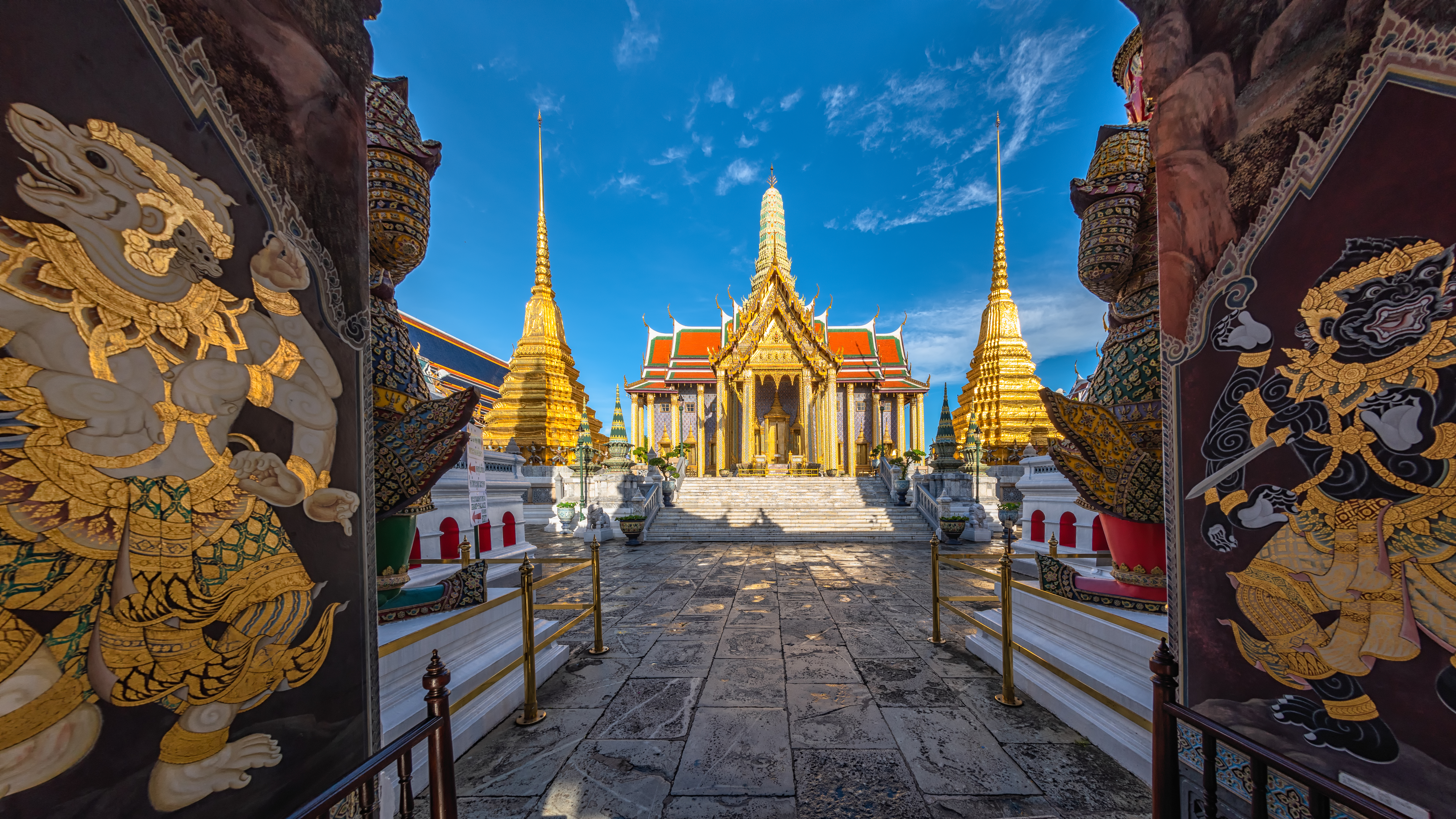
Wat Phra Kaew din Palatul Grand este una dintre principalele atracții turistice din Bangkok.

Cu creșterea turismului regional, dominat de vizitatorii chinezi, MasterCard a lansat Indicele Orașelor Destinație Globală 2013, în care 10 din 20 sunt dominate de orașe din regiunea Asia și Pacific, iar pentru prima dată un oraș dintr-o țară din Asia (Bangkok) s-a clasat pe primul loc cu 15,98 milioane de vizitatori internaționali.

## Demografie

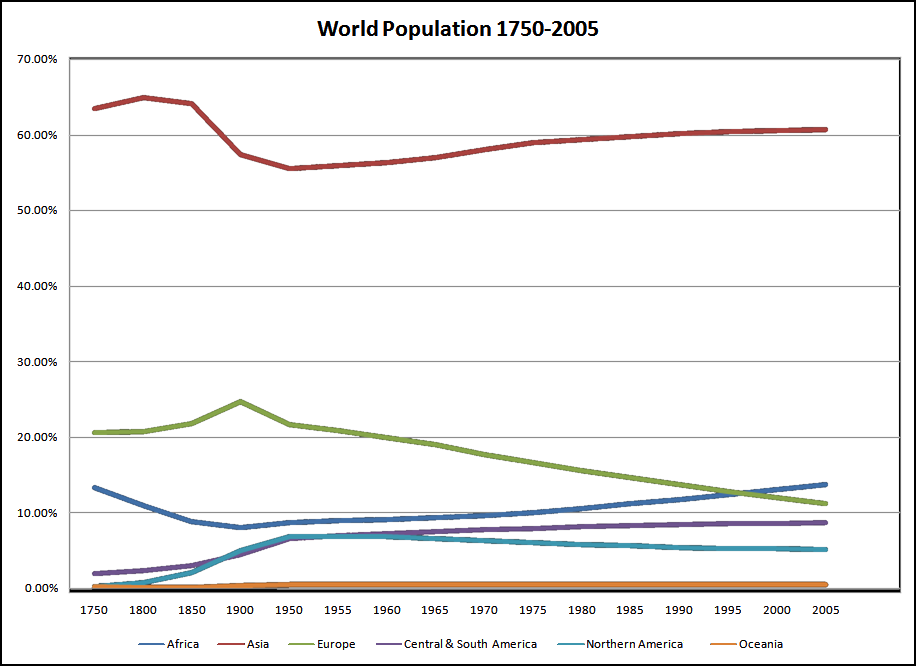
Populația mondială

Asia de Est a avut cea mai puternică îmbunătățire a Indicelui Dezvoltării Umane (IDU) dintre toate regiunile din lume, aproape dublând realizările medii ale IDU în ultimii 40 de ani, conform analizei raportului privind datele de sănătate, educație și venituri. China, cea de-a doua cea mai mare realizatoare din lume în ceea ce privește îmbunătățirea IDU din anul 1970, este singura țară din lista „Top 10 Movers” datorită veniturilor, nu a realizărilor în sănătate sau educație. Venitul său pe cap de locuitor a crescut uimitor de 21 de ori în ultimele patru decenii, ridicând, de asemenea, sute de milioane de oameni din sărăcia de venit. Cu toate acestea, nu a fost printre cei mai buni performeri ai regiunii în îmbunătățirea înscrierii la școală și a speranței de viață.
Nepal, o țară din Asia de Sud, apare ca una dintre cele mai rapide mișcări din lume din 1970, în principal datorită realizărilor în sănătate și educație. Speranța sa actuală de viață este cu 25 de ani mai lungă decât în anii 1970. Mai mult de patru din fiecare cinci copii în vârstă de școală din Nepal frecventează acum școala primară, față de doar unul din cinci acum 40 de ani.
Hong Kong s-a clasat cel mai bine printre țările grupate pe IDU (locul 7 în lume, care se află în categoria „dezvoltare umană foarte ridicată”), urmat de Singapore (9), Japonia (19) și Coreea de Sud (22). Afganistan (155) s-a clasat cel mai slab printre țările asiatice din cele 169 de țări evaluate.

### Limbi
Asia găzduiește mai multe familii de limbi și multe limbi izolate. Majoritatea țărilor asiatice au mai mult de o limbă vorbită nativ. De exemplu, conform Ethnologue, în Indonezia se vorbesc peste 700 de limbi, în India peste 400 de limbi, iar în Filipine peste 100. China are multe limbi și dialecte în diferite provincii.

### Religii
Multe dintre religiile majore ale lumii își au originile în Asia, inclusiv cele mai practicate cinci din lume (excluzând ireligiozitatea), care sunt creștinismul, islamul, hinduismul, religia populară chineză (clasificată ca confucianism și taoism) și budismul. Mitologia asiatică este complexă și diversă. Povestea Marelui Potop, de exemplu, așa cum este prezentată evreilor în Biblia ebraică în narațiunea despre Noe—și mai târziu creștinilor în Vechiul Testament, și musulmanilor în Coran—se găsește cel mai devreme în mitologia mesopotamiană, în Enûma Eliš și Epicul lui Ghilgameș. Mitologia hindusă spune, de asemenea, despre un avatar al lui Vishnu sub forma unui pește care l-a avertizat pe Manu despre un potop teribil. Mitologia chineză antică relatează, de asemenea, despre un Mare Potop care a durat generații, unul care a necesitat eforturile combinate ale împăraților și divinităților pentru a fi controlat.

#### Religii Abrahamice

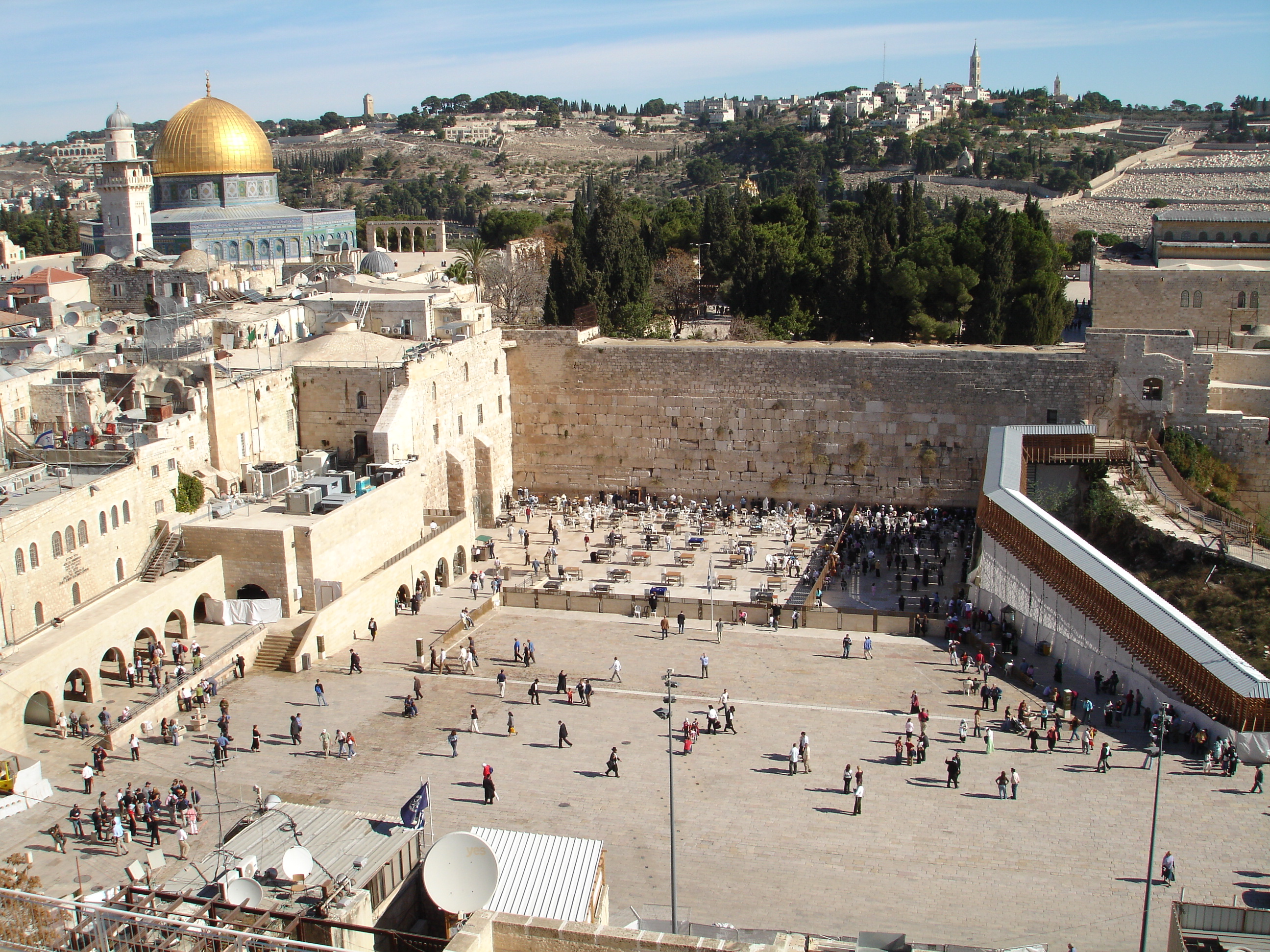
Zidul de Vest și Cupola Stâncii, Ierusalim

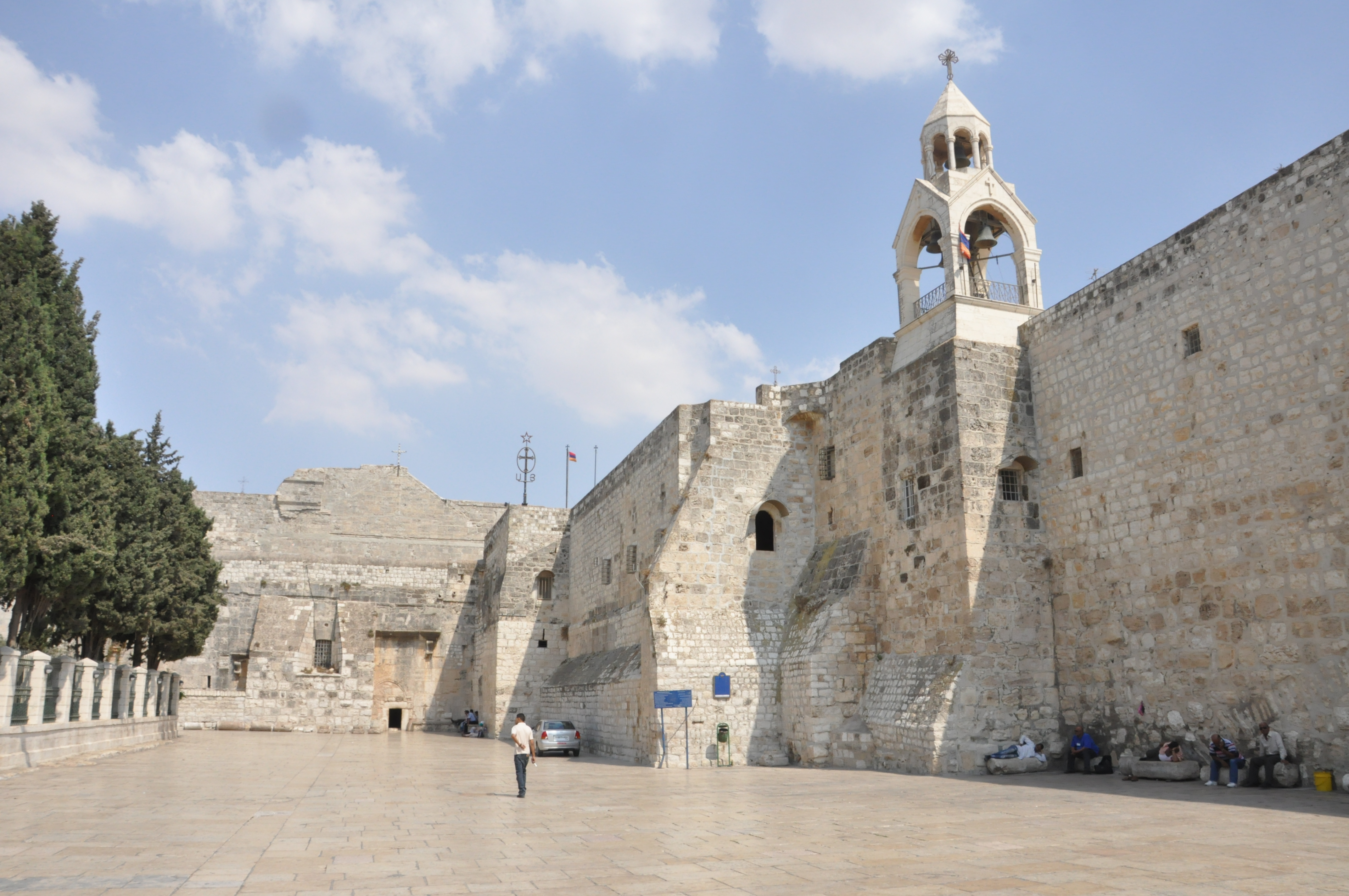
Biserica Nașterii din Bethleem

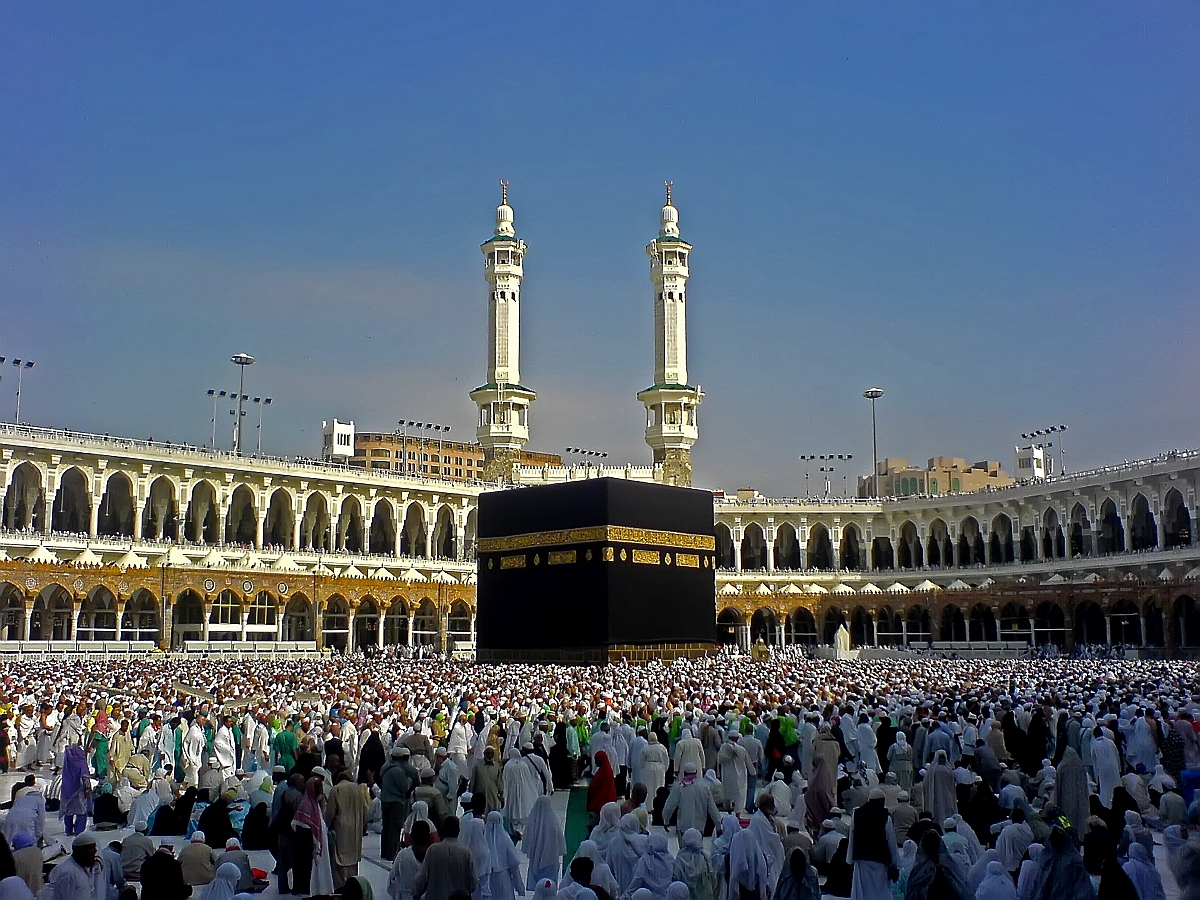
Pelerini în cadrul Hajj-ului anual la Kaaba din Mecca

Religiile abrahamice, inclusiv iudaismul, creștinismul, islamul, credința druză, și credința Baháʼí, își au originile în Asia de Vest.
Iudaismul, cea mai veche dintre credințele abrahamice, este practicat în principal în Israel, patria indigenă și locul de naștere istoric al națiunii evreiești: care astăzi constă atât din acei Evrei care au rămas în Orientul Mijlociu, cât și din cei care s-au întors din diaspora din Europa, America de Nord și alte regiuni; deși diverse comunități de diaspora persistă în întreaga lume. Evreii sunt grupul etnic predominant în Israel (75,6%), numărând aproximativ 6,1 milioane, deși nivelurile de adeziune la religia iudaică variază. În afara Israelului, există mici comunități evreiești antice în Turcia (17.400), Azerbaijan (9.100), Iran (8.756), India (5.000) și Uzbekistan (4.000), printre multe alte locuri. În 2016, se estimează că există 14,4–17,5 milioane (2016, est.) de evrei în viață în lumea de astăzi, ceea ce îi face una dintre cele mai mici minorități asiatice, reprezentând aproximativ 0,3–0,4% din populația totală a continentului.
Creștinismul este o religie răspândită în Asia, cu peste 286 de milioane de adepți în 2010 conform Pew Research Center, și aproape 364 de milioane conform Britannica Book of the Year 2014. Creștinii constituie aproximativ 12,6% din populația totală a Asiei. În Filipine și Timorul de Est, catolicismul este religia predominantă; a fost introdus de spanioli și portughezi, respectiv. În Armenia și Georgia, ortodoxia este religia predominantă. În Orientul Mijlociu, cum ar fi în Levant, Anatolia și Fars, creștinismul sirian (Biserica Răsăritului) și ortodoxia orientală sunt denominații minoritare prevalente, care sunt ambele secte creștine orientale aderate în principal de asirieni sau creștini sirieni. Minorități indigene vibrante din Asia de Vest aderă la Bisericile Catolice Orientale și ortodoxia. Creștinii Sfântului Toma din India își trag originile din activitatea evanghelistică a Toma Apostolului în secolul I. Comunități creștine semnificative se găsesc, de asemenea, în Asia Centrală, Asia de Sud, Asia de Sud-Est și Asia de Est.
Islamul, care își are originile în Hejaz situat în Arabia Saudită modernă, este a doua cea mai mare și cea mai răspândită religie din Asia, cu cel puțin 1 miliard de musulmani, constituind aproximativ 23,8% din populația totală a Asiei. Cu 12,7% din populația musulmană mondială, țara cu cea mai mare populație musulmană din lume este Indonezia, urmată de Pakistan (11,5%), India (10%), Bangladesh, Iran și Turcia. Mecca, Medina și Ierusalim sunt cele trei cele mai sfinte orașe pentru islam din întreaga lume. Hajj și Umrah atrag un număr mare de credincioși musulmani din întreaga lume la Mecca și Medina. Iranul este cea mai mare țară șia.
Druzii își au originea în Asia de Vest, fiind o religie monoteistă bazată pe învățăturile unor figuri precum Hamza ibn Ali și al-Hakim bi-Amr Allah, precum și ale filosofilor greci precum Platon și Aristotel. Numărul de druz din întreaga lume este de aproximativ un milion. Aproximativ 45–50% trăiesc în Siria, 35% până la 40% trăiesc în Liban, și mai puțin de 10% trăiesc în Israel. Recent, a apărut o diaspora druză în creștere.
Credința Baháʼí își are originile în Asia, în Iran (Persia), și s-a răspândit de acolo în Imperiul Otoman, Asia Centrală, India și Burma în timpul vieții lui Bahá'u'lláh. De la mijlocul secolului al XX-lea, creșterea a avut loc în special în alte țări asiatice, deoarece activitățile Baháʼí în multe țări musulmane au fost suprimate sever de autorități. Templul Lotus este un mare templu Baháʼí din India.

#### Religii indiene și est-asiatice

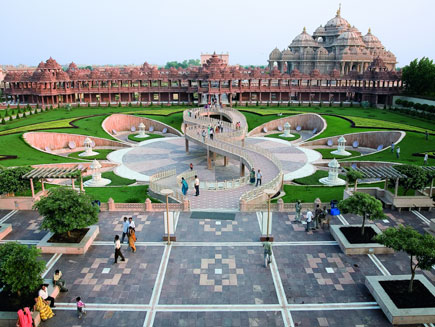
Templul Akshardham Swaminarayan din Delhi, conform Cărții Recordurilor Guinness, este cel mai mare templu hindus din lume.

Aproape toate religiile asiatice au un caracter filosofic, iar tradițiile filosofice asiatice acoperă un spectru larg de gânduri și scrieri filosofice. Filosofia indiană include filosofia hindusă și filosofia budistă. Acestea includ elemente ale căutărilor nemateriale, în timp ce o altă școală de gândire din India, Cārvāka, predica bucuria lumii materiale. Religiile hinduismului, budismului, jainismului și sikhismului își au originile în India, Asia de Sud. În Asia de Est, în special în China și Japonia, confucianismul, taoismul și Zen budismul și-au luat formă.
latină 2012, hinduismul are aproximativ 1,1 miliarde de adepți. Credința reprezintă aproximativ 25% din populația Asiei și este cea mai mare religie din Asia. Cu toate acestea, este concentrată în principal în Asia de Sud. Peste 80% din populațiile atât din India, cât și din Nepal aderă la hinduism, alături de comunități semnificative din Bangladesh, Pakistan, Bhutan, Sri Lanka și Bali, Indonezia. Mulți indieni din străinătate din țări precum Birmania, Singapore și Malaezia aderă, de asemenea, la hinduism.

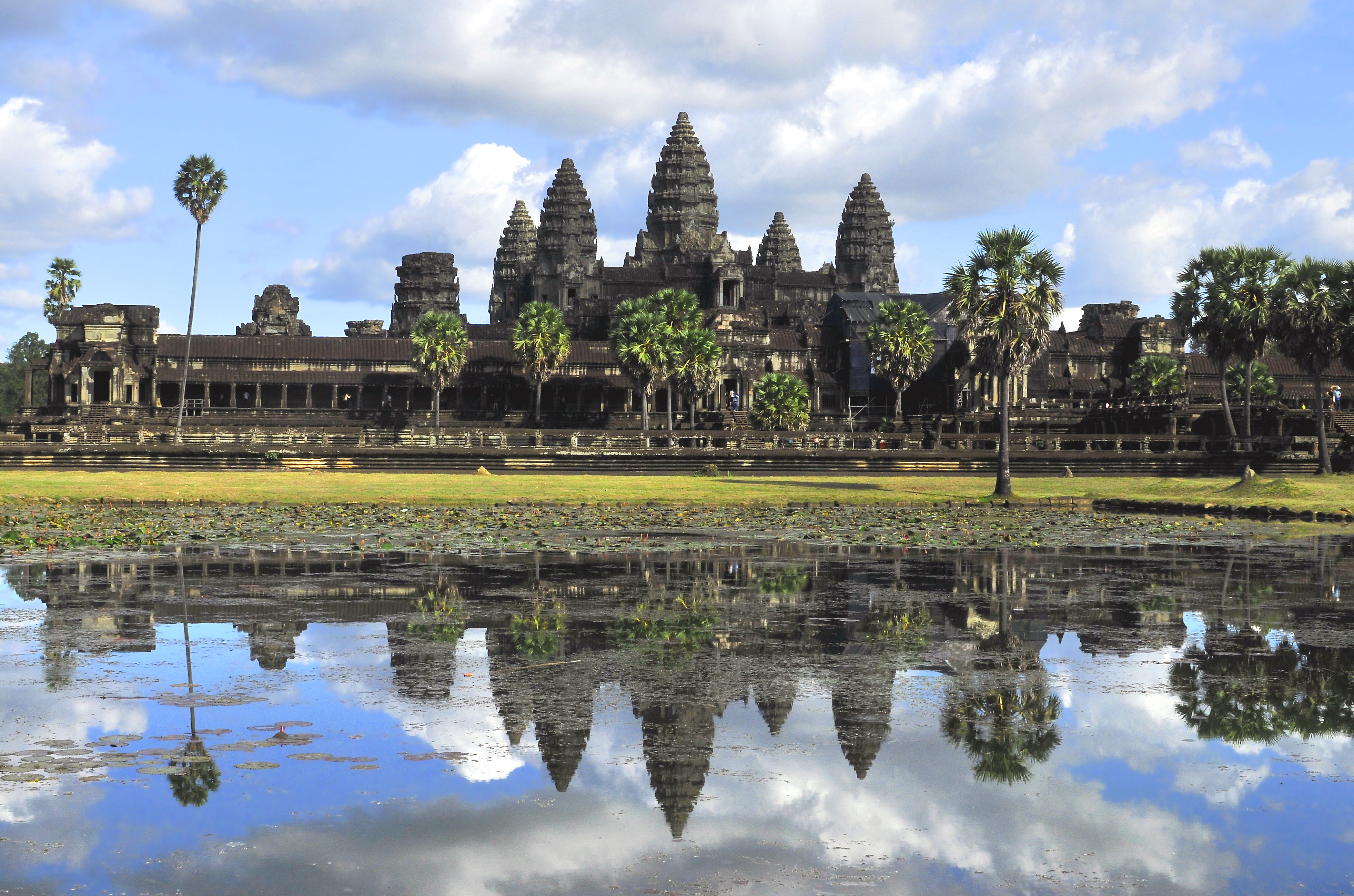
Angkor Wat din Cambodgia, un templu hindus-budist și cel mai mare monument religios din lume

Budismul are un număr mare de adepți în Asia de Sud-Est continentală și Asia de Est. Budismul este religia majorității populațiilor din Cambodgia (96%), Thailanda (95%), Birmania (80–89%), Japonia (36–96%), Bhutan (75–84%), Sri Lanka (70%), Laos (60–67%) și Mongolia (53–93%). Taiwan (35–93%), Coreea de Sud (23–50%), Malaezia (19–21%), Nepal (9–11%), Vietnam (10–75%), China (20–50%), Coreea de Nord (2–14%), și comunități mici din India și Bangladesh. Țările guvernate de comuniști precum China, Vietnam și Coreea de Nord sunt oficial atee, astfel încât numărul de budiști și alți adepți religiosi poate fi subestimat.
Jainismul se găsește în principal în India și în comunitățile indiene din străinătate, cum ar fi Statele Unite și Malaezia. Sikhismul se găsește în India de Nord și în comunitățile indiene din străinătate din alte părți ale Asiei, în special Asia de Sud-Est. Confucianismul se găsește predominant în China continentală, Coreea de Sud, Taiwan și în populațiile chinezești din străinătate. Taoismul se găsește în principal în China continentală, Taiwan, Malaezia și Singapore. În multe comunități chinezești, taoismul este ușor sincretizat cu budismul Mahayana, astfel încât statisticile religioase exacte sunt dificil de obținut și pot fi subestimate sau supraestimate.

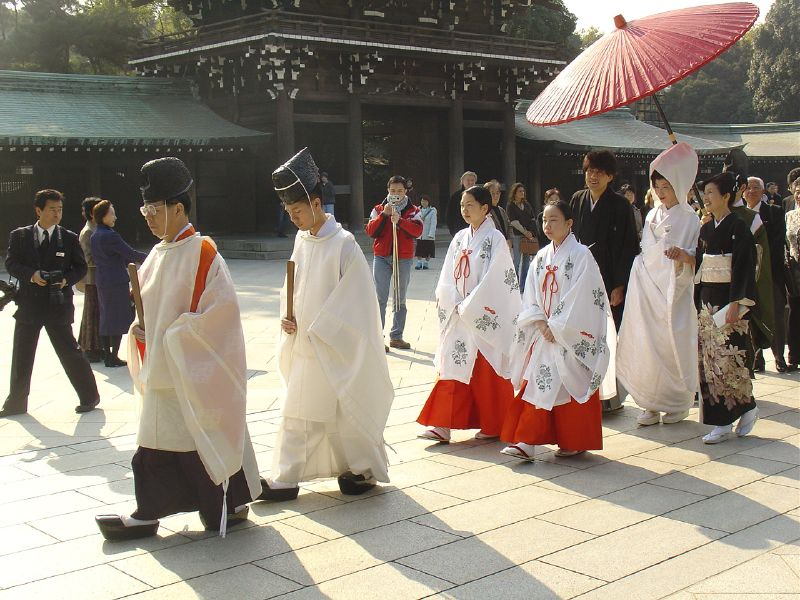
Nuntă japoneză la Altarul Meiji
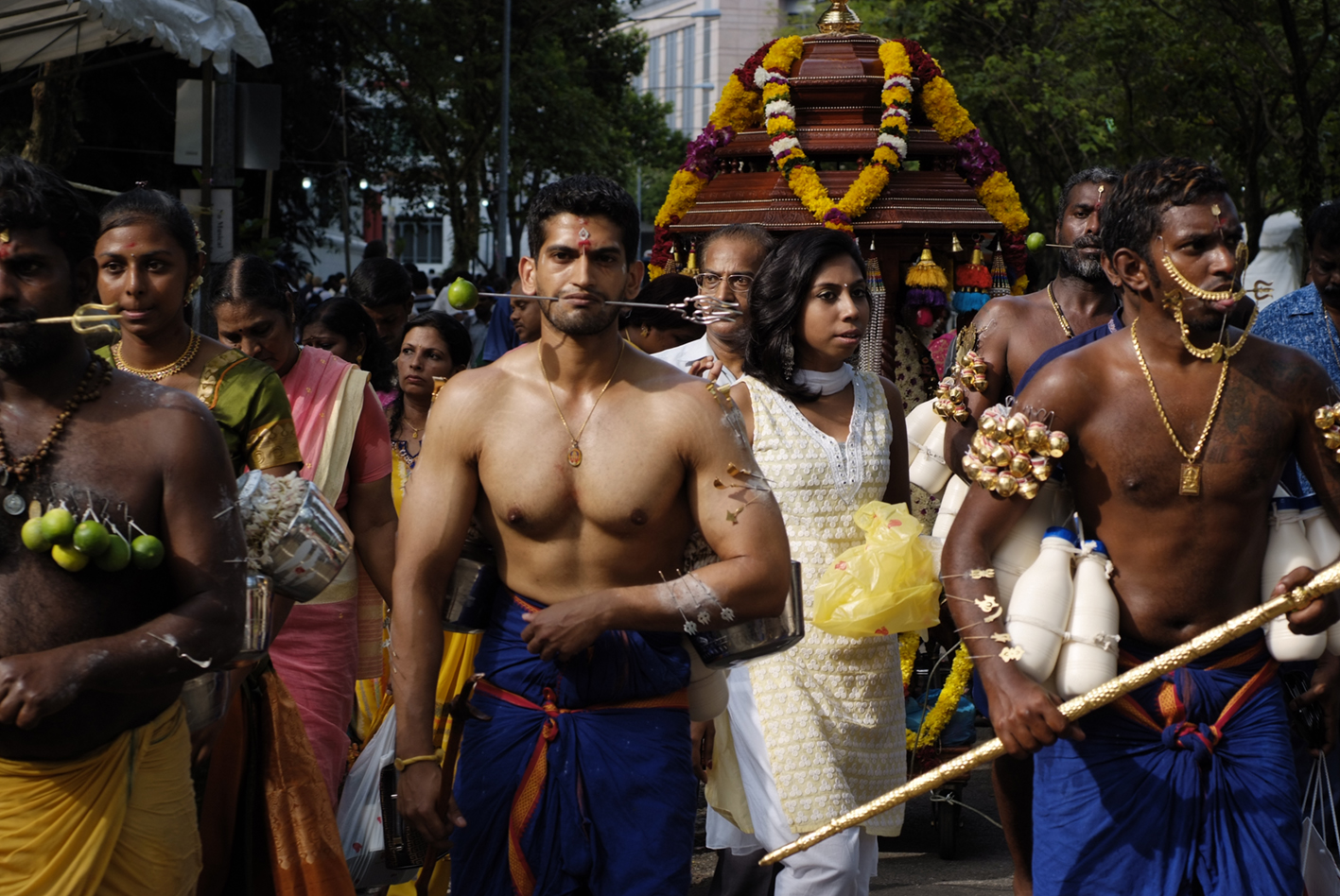
Festival hindus celebrat de comunitatea tamilă din Singapore
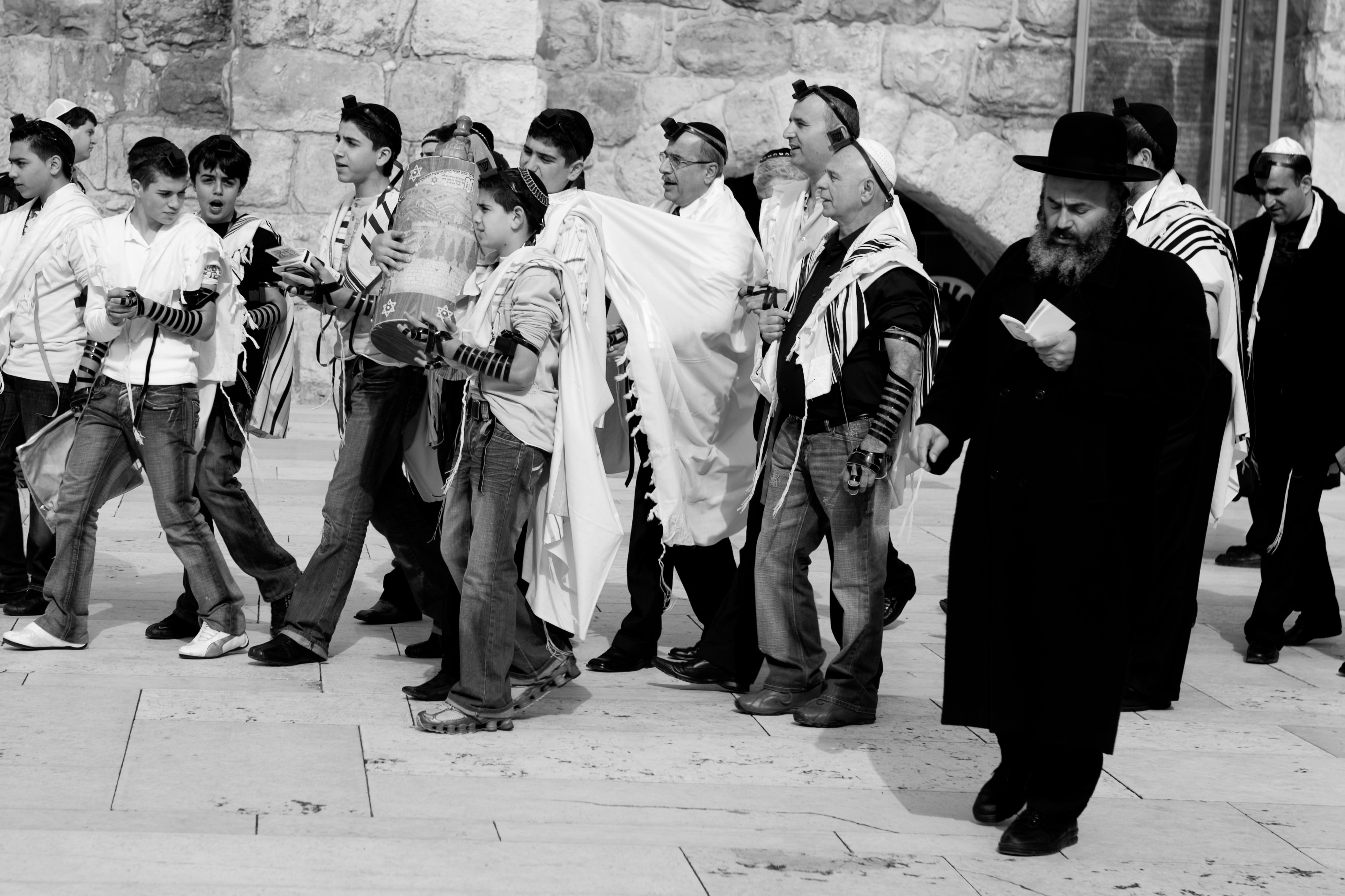
Bar mitzvah la Zidul de Vest din Ierusalim
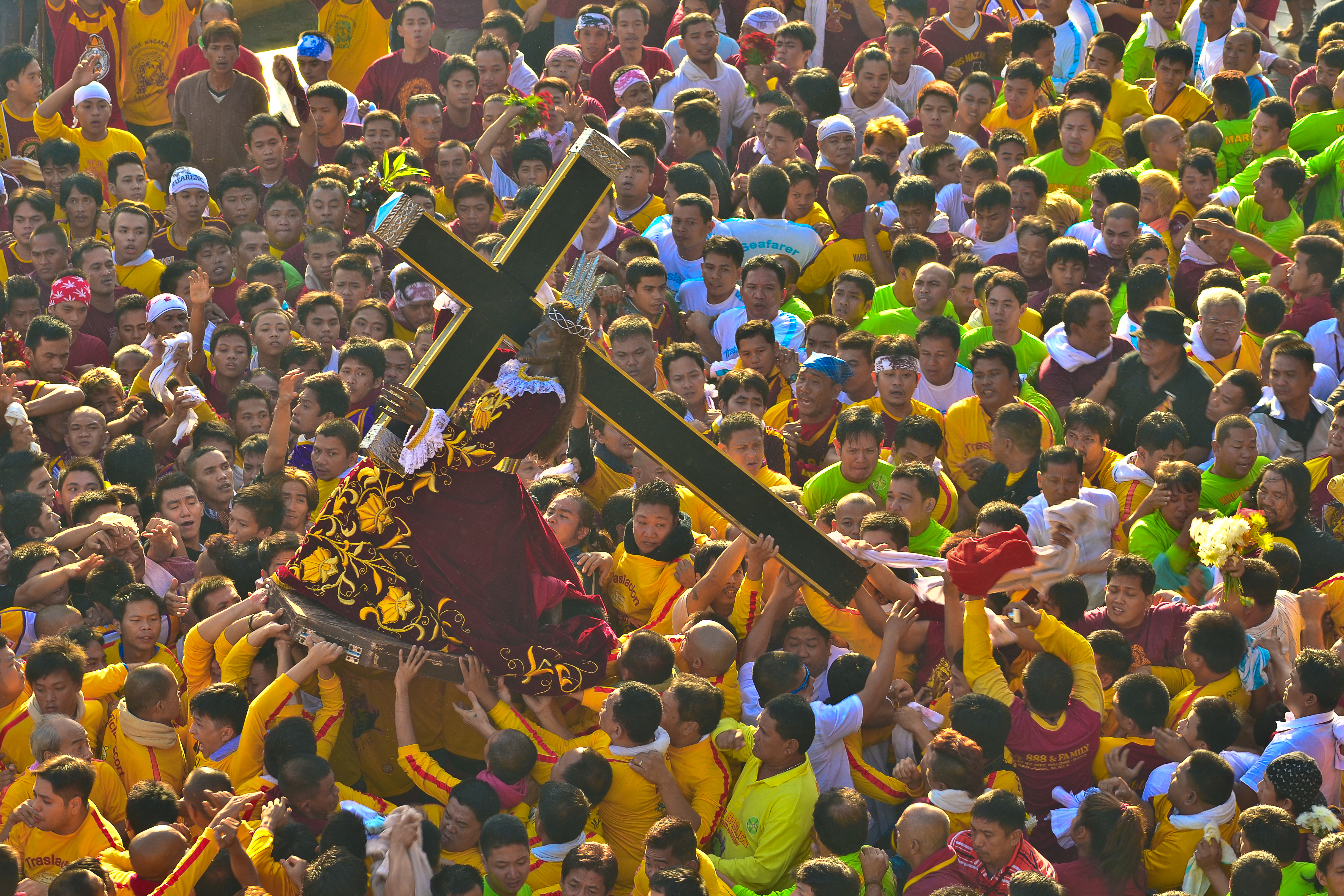
Procesiune catolică a Nazarenului Negru în Manila
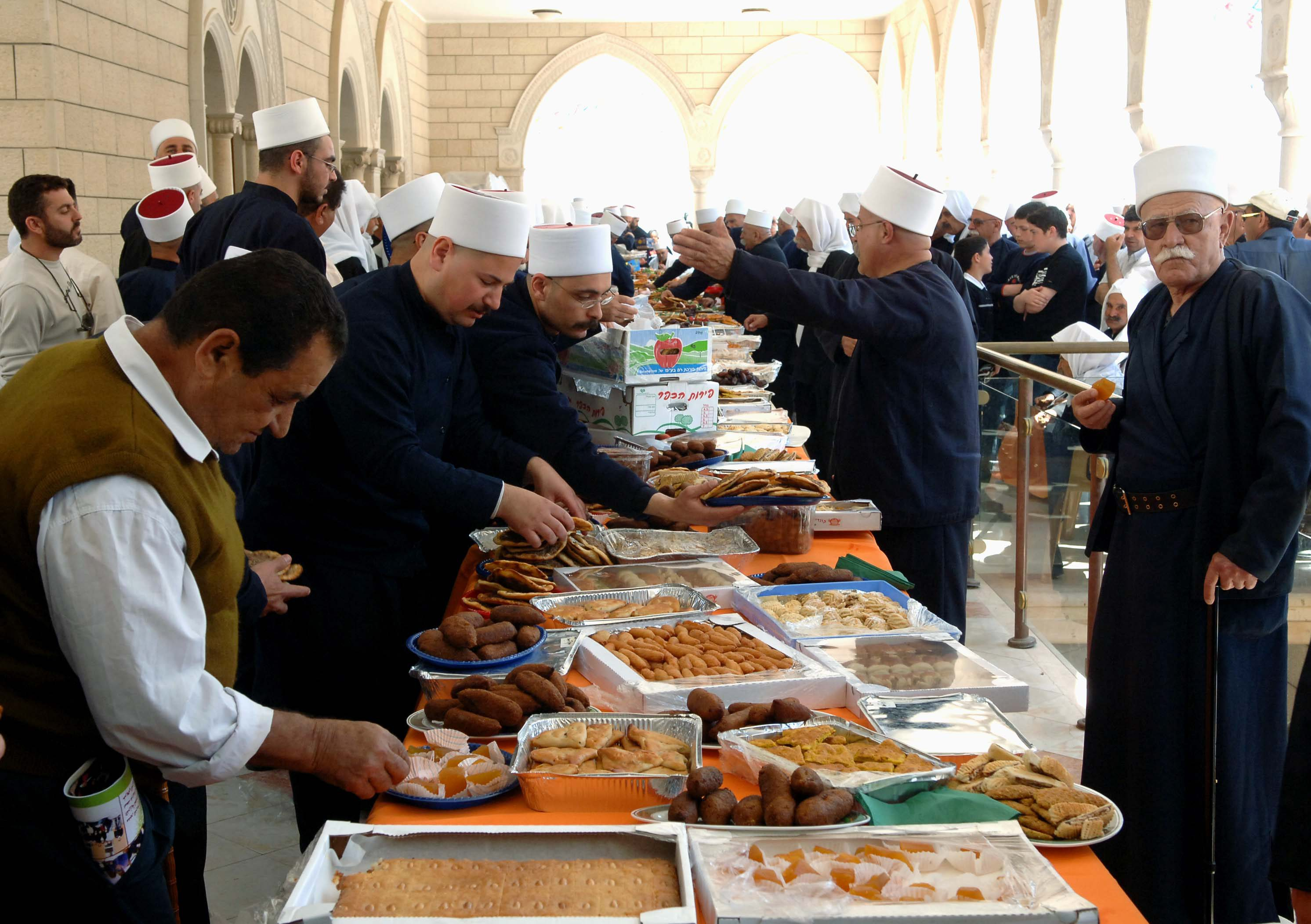
Dignitari druz sărbătorind festivalul Ziyarat al-Nabi Shu'ayb la mormântul profetului din Hittin
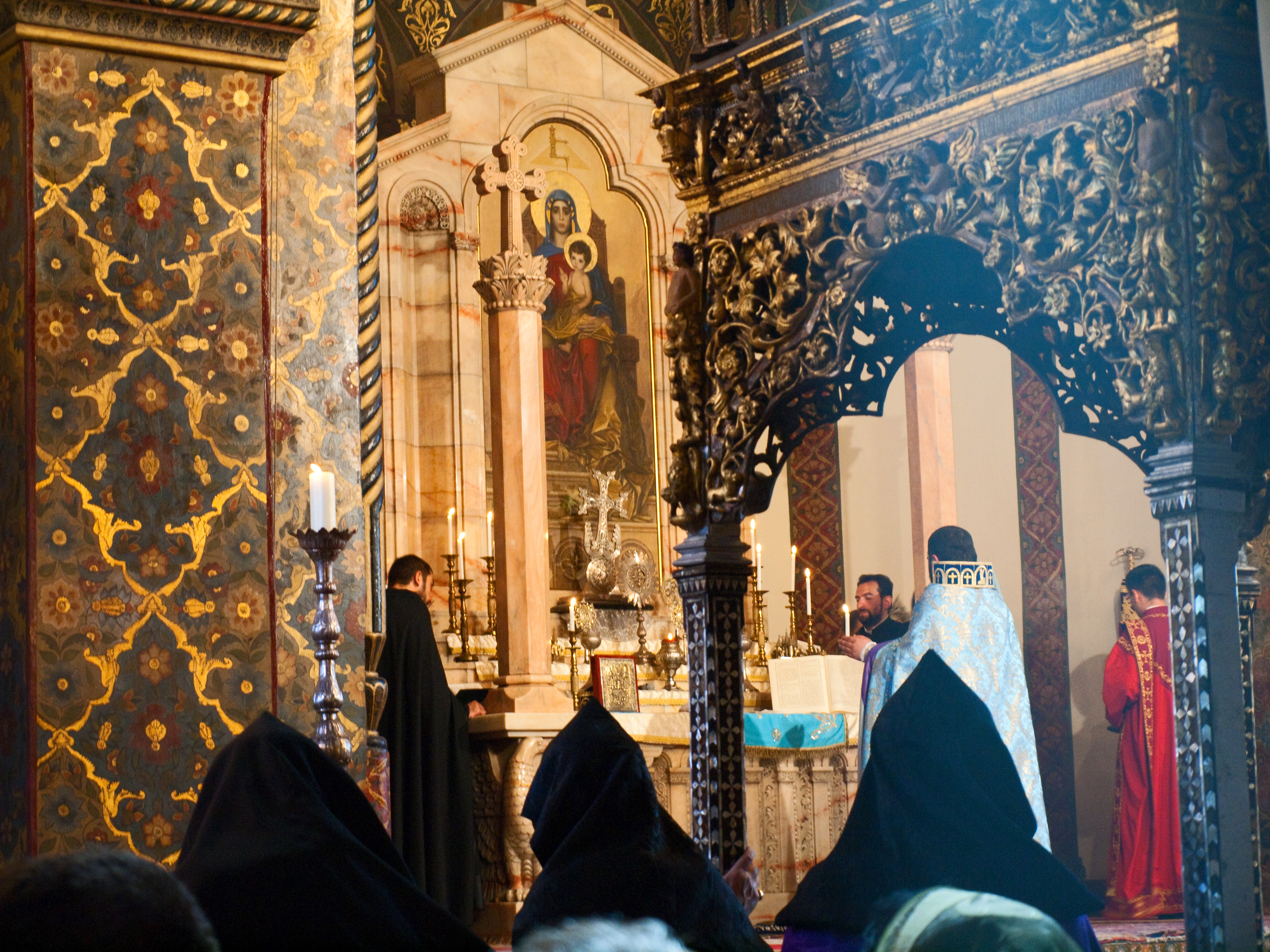
Creștini armeni care se roagă la Catedrala Etchmiadzin din Vagharshapat
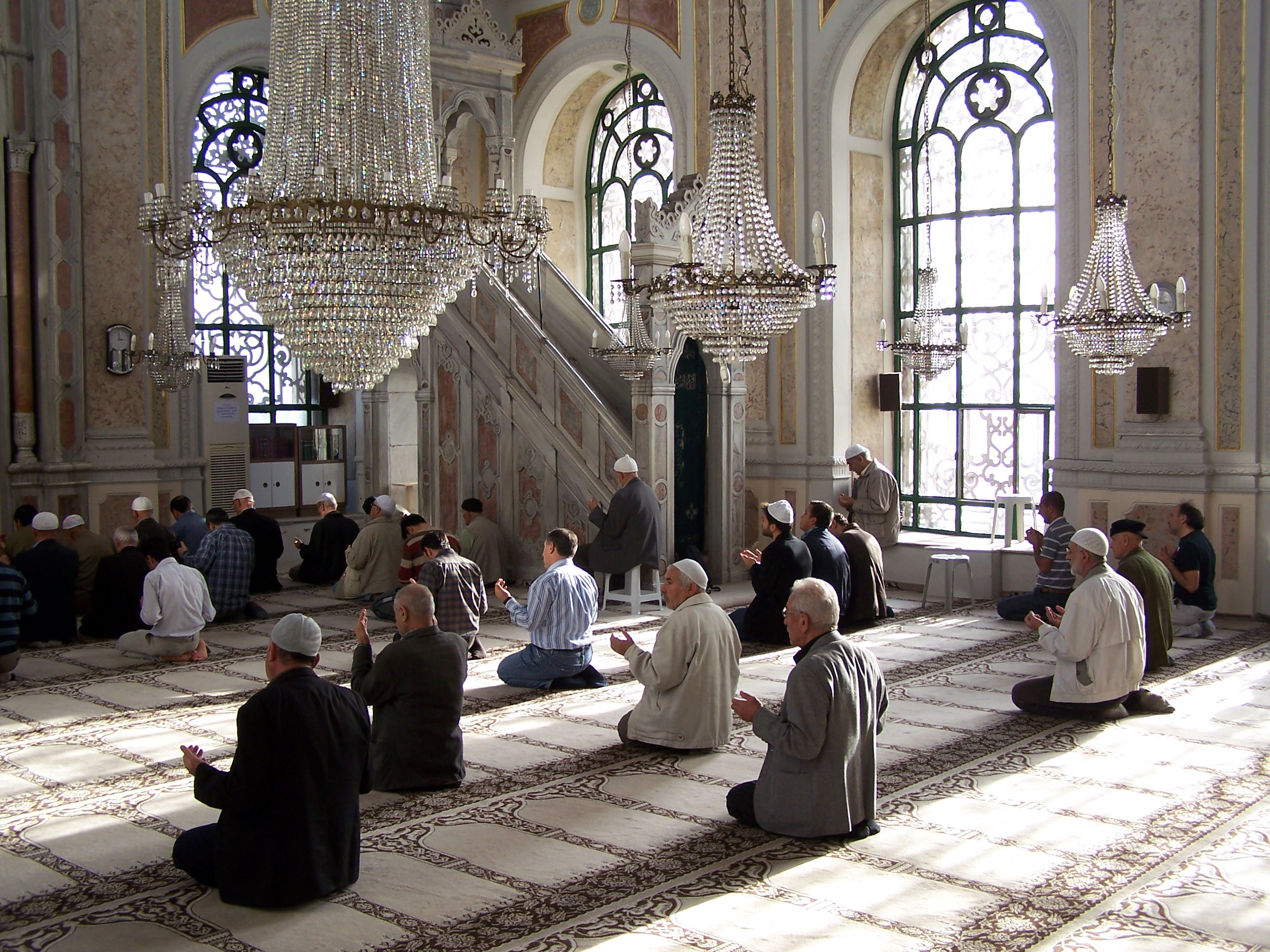
Bărbați musulmani care se roagă la Moscheea Ortaköy din Istanbul
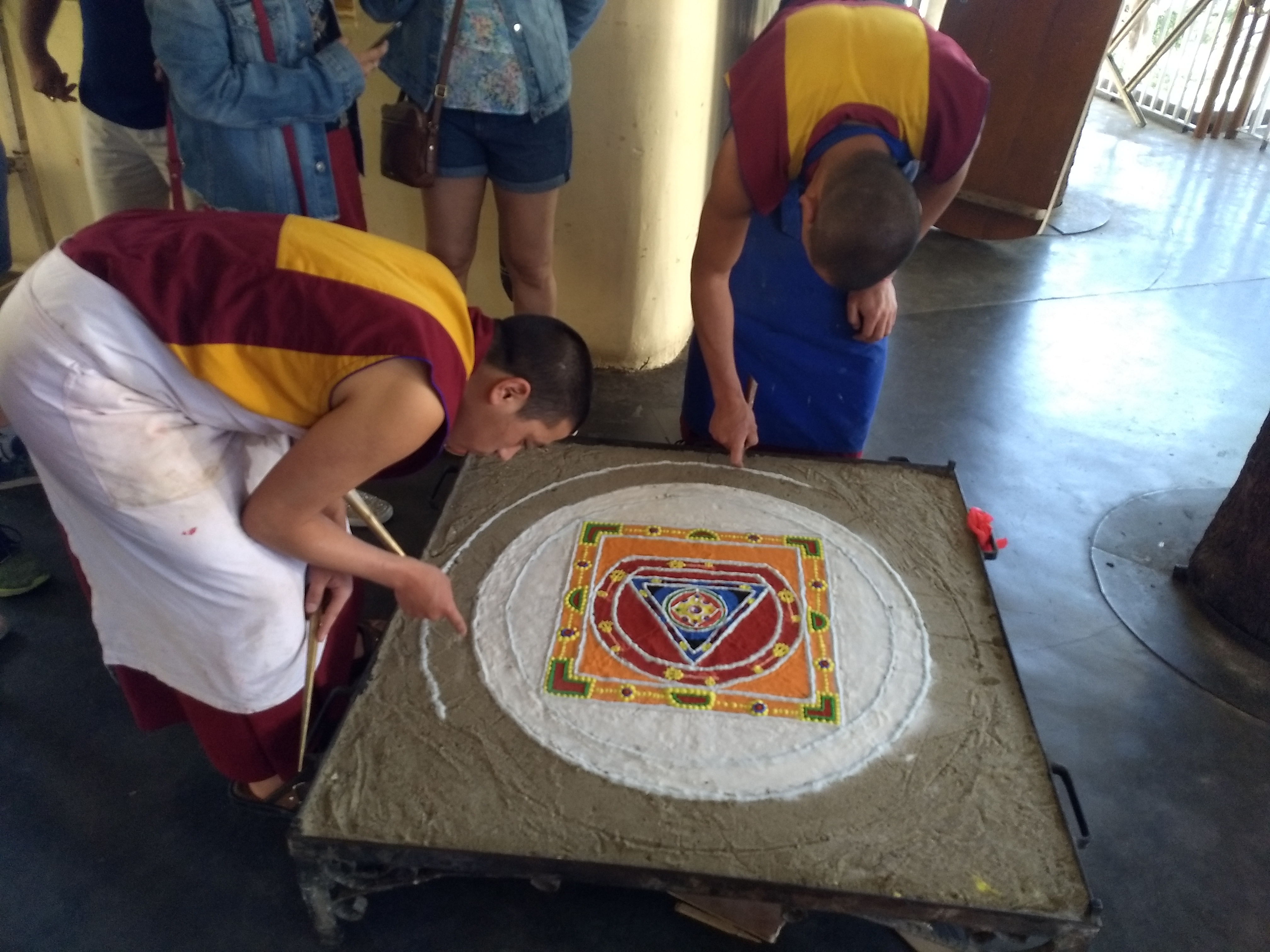
Călugări budiști care realizează un mandala tradițional din nisip colorat

## Cultură
Cultura Asiei este un amestec divers de obiceiuri și tradiții care au fost practicate de diferitele grupuri etnice ale continentului de secole. Continentul este împărțit în șase sub-regiuni geografice: Asia Centrală, Asia de Est, Asia de Nord, Asia de Sud, Asia de Sud-Est și Asia de Vest. Aceste regiuni sunt definite de similaritățile lor culturale, inclusiv religii comune, limbi și etnii. Asia de Vest, cunoscută și sub numele de Asia de Sud-Vest sau Orientul Mijlociu, are rădăcini culturale în civilizațiile antice ale Semicercului Fertile și Mesopotamia, care au dat naștere imperiilor persan, arab, otoman, precum și religiilor abrahamice: iudaism, creștinism și islam. Aceste civilizații, care se află în Flancurile deluroase, sunt printre cele mai vechi din lume, cu dovezi ale agriculturii datând din jurul anului 9000 î.Hr. În ciuda provocărilor puse de mărimea vastă a continentului și de prezența barierelor naturale, cum ar fi deșerturile și lanțurile montane, comerțul a contribuit la crearea unei culturi Pan-Asian care este împărtășită în întreaga regiune.

### Laureați ai Premiului Nobel

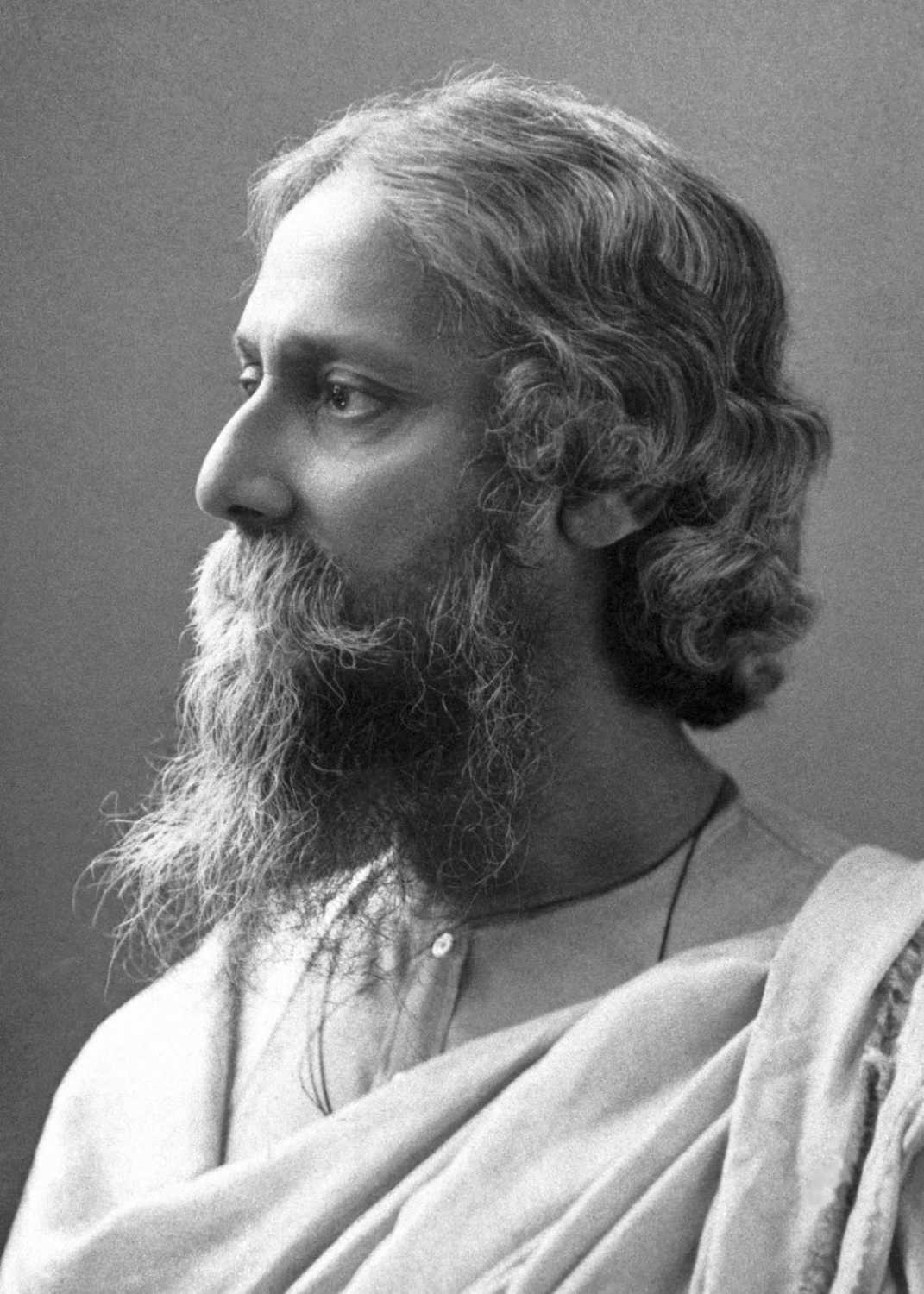
Rabindranath Tagore, câștigător al Premiului Nobel pentru Literatură în 1913 și primul laureat Nobel din Asia

Rabindranath Tagore, un dramaturg și autor bengalez din Santiniketan (acum în West Bengal, India), a câștigat Premiul Nobel pentru Literatură în anul 1913, devenind primul laureat Nobel din Asia. Premiul i-a fost acordat pentru proza și poeziile sale, care au avut un impact semnificativ asupra literaturilor naționale din întreaga lume occidentală. Tagore a scris, de asemenea, imnurile naționale ale Indiei și Bangladeshului.
Alți scriitori asiatici care au câștigat Premiul Nobel pentru Literatură includ Yasunari Kawabata (Japonia, 1968), Kenzaburō Ōe (Japonia, 1994), Gao Xingjian (China, 2000), Orhan Pamuk (Turcia, 2006) și Mo Yan (China, 2012). Unii o consideră pe scriitoarea americană Pearl S. Buck o laureată Nobel „onorifică” din Asia, deoarece a petrecut mult timp în China ca fiică a unor misionari și și-a bazat multe dintre romanele sale, inclusiv The Good Earth (1931) și The Mother (1933), pe experiențele ei din această țară. Biografiile părinților săi despre perioada petrecută în China, The Exile și Fighting Angel, i-au adus Premiul Nobel pentru Literatură în 1938.
Maica Tereza din India și Shirin Ebadi din Iran au fost premiate cu Premiul Nobel pentru Pace pentru eforturile lor semnificative și inovatoare pentru democrație și drepturile omului, în special pentru drepturile femeilor și copiilor. Ebadi este prima iraniană și prima femeie musulmană care a primit acest premiu. O altă laureată a Premiului Nobel pentru Pace este Aung San Suu Kyi din Birmania, recunoscută pentru lupta sa pașnică și non-violentă sub dictatura militară din Birmania. Este o activistă pro-democrație, lideră a Ligii Naționale pentru Democrație și o importantă prizonieră de conștiință. De religie buddhistă, a fost distinsă cu Premiul Nobel pentru Pace în anul 1991. Dizidentul chinez Liu Xiaobo a primit Premiul Nobel pentru Pace pe 8 octombrie 2010 pentru „lupta sa îndelungată și non-violentă pentru drepturile fundamentale ale omului în China”. Este primul cetățean chinez care a primit un Premiu Nobel în timp ce locuia în China. În 2014, Kailash Satyarthi din India și Malala Yousafzai din Pakistan au fost distinși cu Premiul Nobel pentru Pace „pentru lupta lor împotriva suprimării copiilor și tinerilor și pentru dreptul tuturor copiilor la educație”.
C.V. Raman este primul asiatic care a câștigat un Premiu Nobel în domeniul științei. A primit Premiul Nobel pentru Fizică „pentru munca sa asupra împrăștierii luminii și pentru descoperirea efectului Raman”.
Japonia este țara asiatică cu cele mai multe premii Nobel, având 24 de laureați, urmată de India, cu 13 laureați.Format:Update after
Amartya Sen este un economist indian care a fost distins cu Premiul Nobel pentru Științe Economice în 1998 pentru contribuțiile sale la economia bunăstării și teoria alegerii sociale, precum și pentru interesul său pentru problemele celor mai săraci membri ai societății.
Alți laureați asiatici ai Premiului Nobel includ Subrahmanyan Chandrasekhar, Abdus Salam, Robert Aumann, Menachem Begin, Aaron Ciechanover, Avram Hershko, Daniel Kahneman, Shimon Peres, Yitzhak Rabin, Ada Yonath, Yasser Arafat, José Ramos-Horta și episcopul Carlos Filipe Ximenes Belo din Timorul de Est, Kim Dae-jung, și 13 oameni de știință japonezi. Cei mai mulți dintre aceștia provin din Japonia și Israel, cu excepția lui Chandrasekhar și Raman (India), Abdus Salam (Pakistan), Arafat (Palestina), Kim (Coreea de Sud), Horta și Belo (Timorul de Est).Format:Update after
În 2006, bancherul și economistul Muhammad Yunus din Bangladesh a fost premiat cu Premiul Nobel pentru Pace pentru înființarea Grameen Bank, o bancă de dezvoltare comunitară care oferă împrumuturi persoanelor sărace, în special femeilor. El este cunoscut pentru conceptul de microcredit, care permite persoanelor aflate în nevoie să împrumute sume mici de bani, cu o rată scăzută de neplată. Yunus a devenit, de asemenea, liderul unui guvern interimar după mișcarea de reformă a cotelor din Bangladesh din 2024. Dalai Lama a primit Premiul Nobel pentru Pace în Oslo, Norvegia, în 1989.